# Star Wars: The Clone Wars (serie animata)
Star Wars: The Clone Wars è una serie animata statunitense realizzata in computer grafica, creata da George Lucas e prodotta dalla Lucasfilm Animation. La serie è stata trasmessa per la prima volta negli Stati Uniti il 3 ottobre 2008 su Cartoon Network, canale a pagamento su cui è andata in onda anche in Italia a partire dal 13 febbraio 2009. Ambientata nell'universo fantascientifico di Guerre stellari, la serie si colloca cronologicamente tra i film prequel L'attacco dei cloni e La vendetta dei Sith e racconta i conflitti avvenuti tra la Repubblica Galattica e i separatisti durante le guerre dei cloni. È stata preceduta da un film omonimo (che costituisce di fatto l'episodio pilota della serie), uscito nei cinema americani il 15 agosto 2008, e in Italia il 19 settembre dello stesso anno.
George Lucas annunciò la realizzazione della serie nell'aprile del 2005 durante i festeggiamenti per la Star Wars Celebration III. Il direttore-supervisore del progetto è Dave Filoni, mentre i produttori sono il creatore della serie George Lucas, Catherine Winder e Cary Silver. Alla colonna sonora è stato confermato Kevin Kiner, il quale aveva lavorato al film prequel. Genndy Tartakovsky, co-creatore e direttore artistico della serie del 2003 Clone Wars, non è stato coinvolto nella realizzazione dello show, anche se il character designer Kilian Plunkett ha preso lo stile di Tartakovsky come punto di riferimento per i modelli dei personaggi in 3D. L'animazione fu realizzata dalla Lucasfilm Animation Singapore in collaborazione con la CGCG.
Dopo aver trasmesso cinque stagioni, la serie è stata interrotta dalla Disney l'11 marzo 2013; nonostante ciò, il 7 marzo 2014 Netflix ha iniziato la messa in onda della sesta stagione negli Stati Uniti. Tra il 2014 e il 2015 sono stati pubblicati online alcuni episodi incompleti e altro materiali inedito, inseriti nel progetto The Clone Wars Legacy. La serie è ritornata per una stagione conclusiva di dodici puntate, ed è stata distribuita a partire dal febbraio 2020 sulla piattaforma streaming Disney+. Nel luglio 2020 è stata annunciata una serie spin-off, intitolata Star Wars: The Bad Batch, il cui primo episodio è uscito il 4 maggio 2021 su Disney+.
The Clone Wars ha ricevuto inizialmente un’accoglienza per lo più positiva e successivamente il plauso dalla critica. È stato un significativo successo di ascolti per Cartoon Network, diventando la serie più seguita della rete, e vincendo anche numerosi premi e nomination, tra cui diversi Annie Awards e Daytime Emmy Awards. Il successo riscontrato dalla serie ha portato alla creazione di numerosi fumetti, romanzi e videogiochi a essa dedicati, quasi tutti inclusi nell'Universo espanso (eccezion fatta per il fumetto Darth Maul - Figlio di Dathomir e il romanzo L'apprendista del Lato Oscuro). La serie ha avuto anche un grande impatto nell'universo di Guerre stellari, tanto che diversi personaggi sono comparsi in altri media canonici.

## Trama

### Prima stagione
La prima stagione è ambientata subito dopo il film omonimo, e vede Obi-Wan Kenobi, Anakin Skywalker e la sua giovane padawan Ahsoka Tano impegnati nella battaglia contro i separatisti, guidati dal Conte Dooku e dal malvagio Generale Grievous. Vengono riproposti personaggi che sono presenti nel film, come la sicaria Asajj Ventress e Ziro the Hutt ma ne vengono introdotti anche di nuovi come il pirata Hondo Ohnaka e i cacciatori di taglie Cad Bane e Aurra Sing. I separatisti, in questa stagione, tentano di ampliare i loro domini invadendo diversi pianeti come Naboo, Rugosa, Maridun e Ryloth. Inoltre sperimentano nuove armi micidiali come un cannone ionico (usato per rendere inermi le navi, prima di distruggerle, senza lasciare quindi nessun sopravvissuto) e il virus Blue Shadow, che può contaminare l'intera galassia. Nelle prime puntate, la Repubblica Galattica ottiene un'importante vittoria con la distruzione della nave di Grievous, la Malevolence, fatta schiantare su una luna grazie al contributo di Anakin Skywalker e Obi-Wan Kenobi. Nell'ultima puntata, lo spietato cacciatore di taglie Cad Bane riesce a liberare Ziro the Hutt dopo aver tenuto in ostaggio diversi senatori nel palazzo della Repubblica a Coruscant.

### Seconda stagione
La seconda stagione vede le guerre dei cloni proseguire senza sosta, con le battaglie che si spostano su nuovi pianeti come Geonosis, Mustafar e Mandalore. Vengono introdotti altri personaggi secondari come l'amica di Ahsoka Barriss Offee, apprendista di Luminara Unduli, il vecchio amico della senatrice Padmé Amidala Rush Clovis, la duchessa Satine di Mandalore e nelle ultime puntate Boba Fett, figlio del cacciatore di taglie Jango Fett. Nelle prime tre puntate Anakin, Obi-Wan e Ahsoka, devono recuperare un olocrone che è stato rubato da Cad Bane per conto di Darth Sidious. Bane ruberà in seguito il cristallo Kyber, contenente la lista di tutti i bambini sensibili alla Forza, ma sarà fermato sul pianeta vulcanico di Mustafar. Su Geonosis il leader separatista Poggle il Minore al sicuro dietro gli scudi deflettori crea nelle sue fonderie migliaia di nuovi micidiali droidi che escono dalle linee di assemblaggio pronti per muovere contro l'esercito dei cloni. I Jedi, decisi a riportare ordine nella Repubblica, organizzano una massiccia invasione per riprendere Geonosis e distruggere le fabbriche una volta per tutte. Nella puntata Il piano Mandalore, Obi-Wan ritrova la sua vecchia fiamma, la duchessa Satine di Mandalore, minacciata da un'organizzazione terroristica nota come la Ronda della Morte, guidata da Pre Vizsla. Nelle ultime puntate, il giovane Boba Fett, infiltrato tra i cloni, si allea con un gruppo di cacciatori di taglie per avere vendetta contro il maestro Jedi Mace Windu che ha ucciso suo padre, Jango, nel film L'attacco dei cloni.

### Terza stagione
Nella terza stagione verranno rivelati dei segreti riguardanti la Forza e la profezia del prescelto. Vengono introdotte le Sorelle della Notte di Dathomir, con a capo Madre Talzin, cui si unisce Asajj Ventress. Quest'ultima era stata lasciata dal suo padrone, il Conte Dooku, costretto da Darth Sidious che temeva la crescente abilità di Ventress. Tornata su Dathomir, l'ex sicaria sceglie come nuovo allievo Savage Opress, un guerriero della stessa razza di Darth Maul. Ventress prende come allievo Savage Opress ma questi, coinvolto in un letale gioco di vendette tra Asajj e Dooku, fugge via per andare alla ricerca di suo fratello Maul. Nell'arco narrativo di Mortis, Obi-Wan, Anakin e Ahsoka vengono attirati con la loro astronave su un pianeta che rappresenta la forza, Mortis. Il pianeta è abitato dal Padre, che vuole assicurarsi che Anakin sia veramente il prescelto, secondo la profezia, destinato a riportare equilibrio nella Forza. Skywalker deve affrontare le tentazioni del Figlio (il quale rappresenta il Lato Oscuro), che gli farà vedere il suo futuro e ciò che diventerà per far sì che il Jedi si unisca a lui, fino a quando il Padre non fa dimenticare tutto ad Anakin sacrificandosi per fermare i piani del Figlio. Nell'episodio La Cittadella, Obi Wan, Anakin e Ahsoka si recano in missione sull'Orlo Esterno dove liberano dalla Cittadella, una prigione separatista, il maestro Jedi Even Piell e il capitano Wilhuff Tarkin (in seguito divenuto Gran Moff Tarkin). Nell'ultima puntata della stagione, fa la sua prima e unica comparsa nella serie lo wookiee Chewbecca.

### Quarta stagione
Nella quarta stagione, la Repubblica è impegnata nel risolvere numerose questioni come la guerra nel mondo oceanico tra i mon calamari e i quarren, la liberazione di popoli oppressi dalla schiavitù, e l'attentato che i separatisti tentano di compiere ai danni del cancelliere Palpatine. Ventress, dopo il tradimento di Savage Opress, torna su Dathomir da Madre Talzin dove si unisce alle Sorelle della Notte per compiere finalmente il suo destino. Dooku, desideroso di vendetta contro la sua ex allieva Ventress, invia Grievious su Dathomir per eliminare le streghe ma sia Talzin sia Ventress riescono a sopravvivere. Dopo la distruzione delle Sorelle della Notte, Ventress si unisce ai cacciatori di taglie sotto le direttive di Boba Fett, prendendo in breve tempo il suo posto. Nella penultima puntata della quarta stagione, fa la sua prima apparizione lo spietato Darth Maul (dopo l'apparente morte nel film La minaccia fantasma) che viene trovato da suo fratello Savage su Lotho Minor. Questi, rimasto senza gambe, è impazzito ed è ossessionato dalla vendetta nei confronti di Obi-Wan Kenobi che lo ha ridotto in questo stato. Grazie all'aiuto di Madre Talzin, Maul recupera i ricordi e gli vengono ricostruite le gambe con delle protesi meccaniche. Il redivivo Darth Maul e Savage iniziano a seminare il terrore nella galassia per attirare l'attenzione dei Jedi. Obi-Wan, deciso ad affrontarlo ancora una volta, si scontra in duello con l'ex Sith ma viene imprigionato e torturato. Infine però il maestro Jedi viene incredibilmente tratto in salvo da Ventress e i due riescono a fuggire.

### Quinta stagione
La quinta stagione è incentrata principalmente su Ahsoka, intenta nelle prime quattro puntate ad addestrare un piccolo gruppo di ribelli, guidati da Steela Gerrera e da suo fratello Saw, che vogliono riportare il loro pianeta Onderon, sotto la guida della Repubblica. I ribelli, grazie all'aiuto di Ahsoka, riusciranno a liberare il loro vecchio re Dendup (salvandolo dalla condanna a morte) e in seguito il pianeta occupato da Grievous. A partire dalla puntata La Messe, e per le tre successive, Ahsoka farà da maestro a dei giovani apprendisti promettenti. Con l'aiuto di Yoda, li condurrà sul pianeta Ilum per sottoporli alla ricerca dei cristalli kyber, i cuori delle spade laser. Questa stagione vede Maul, insieme al suo apprendista Savage, in breve tempo costruirsi un esercito e conquistare Mandalore con l'aiuto di Pre Vizsla, leader della Ronda della Morte. Vizsla riuscirà quindi a spodestare la duchessa Satine, ma verrà ucciso da Maul che riuscirà a prendere il controllo del pianeta. La duchessa verrà uccisa dal Sith davanti a Obi-Wan, riuscendo ad avere finalmente la sua vendetta. Attirato dal comportamento dei due Sith, Sidious sbarca su Mandalore dove ucciderà Savage ma risparmierà Darth Maul. Le ultime quattro puntate, vedono Ahsoka ricercata per aver commissionato un attentato al tempio dei Jedi. In fuga dalla Repubblica, la padawan verrà in seguito scagionata da Skywalker che trova la vera responsabile in Barriss. Dopo essersi scusati con Ahsoka, il consiglio Jedi le propone di riprendere il suo posto nell'ordine, ma la padawan rifiuta e decide di andarsene.

### Sesta stagione
Nella sesta stagione, con le guerre dei cloni entrate in una fase cruciale, cominciano a nascere i sospetti di molti complotti all'interno del Senato. Nella prima puntata il clone Tup è affetto da una misteriosa malattia mentale, che lo porterà inconsapevolmente ad uccidere una maestra Jedi. Verrà mandato su Kamino per fare ulteriori analisi, ma in seguito morirà dopo aver estratto dal suo cervello una specie di tumore. Il clone Fives scopre l'esistenza di una costruzione organica per scopi sconosciuti nascosta nel cervello di tutti i cloni, ma verrà ucciso senza riuscire a rivelare la sua scoperta. Gli episodi centrali vedono il ritorno del separatista Rush Clovis, il quale collaborerà con la sua ex fiamma Padmé Amidala per scoprire la corruzione che si annida all'interno del Clan Bancario. Nel penultimo arco narrativo Mace Windu e Jar Jar Binks devono risolvere il mistero della scomparsa dei capi spirituali sul pianeta Bardotta. Nelle ultime puntate il saggio maestro Yoda, guidato dalla voce del defunto Qui-Gon Jinn, viaggia attraverso i pianeti più remoti della galassia per cercare di comprendere come mantenere il proprio spirito dopo la morte, attraverso numerose prove che lo metteranno in difficoltà.

### Settima stagione
La settima e ultima stagione vede le guerre dei cloni ormai vicine alla conclusione della serie animata. Nel primo arco narrativo Anakin Skywalker e Rex, con l'aiuto di una squadra di cloni commando modificati nota come "Bad Batch", si infiltrano in una base separatista su Anaxes per capire come mai i loro avversari conoscono tutte le loro mosse in anticipo. La loro missione li porta su Skako Minor, dove scoprono che la Tecno Unione usa Echo, clone creduto morto sulla Cittadella, come computer per scopi strategici. Il secondo arco narrativo mostra le vicende di Ahsoka Tano che, dopo aver lasciato l'ordine Jedi, cerca di rifarsi una vita nei bassifondi di Coruscant. L'ex padawan, accompagnata dalle sorelle Trace e Rafa Martez, se la dovrà vedere con il sindacato del crimine dei Pyke. Il terzo e ultimo arco narrativo si svolge in concomitanza con gli eventi de La vendetta dei Sith: i primi due episodi si concentrano sulla riconquista di Mandalore da parte di Ahsoka e sulla conseguente sconfitta di Maul, mentre gli ultimi due mostrano come Ahsoka e Rex riescono a sfuggire all'Ordine 66, emanato da Darth Sidious e che segna la caduta dei Jedi e la nascita del malvagio Impero Galattico.

## Episodi
| Stagione         | Episodi | Distribuzione USA | Distribuzione Italia |
| ---------------- | ------- | ----------------- | -------------------- |
| Prima stagione   | 22      | 2008-2009         | 2009                 |
| Seconda stagione | 22      | 2009-2010         | 2010                 |
| Terza stagione   | 22      | 2010-2011         | 2011-2012            |
| Quarta stagione  | 22      | 2011-2012         | 2012-2013            |
| Quinta stagione  | 20      | 2012-2013         | 2013                 |
| Sesta stagione   | 13      | 2014              | 2015                 |
| Settima stagione | 12      | 2020              | 2020                 |

### Ordine cronologico
L'ordine che segue è quello ufficiale e proveniente dal sito StarWars.com. Gli episodi sono numerati per stagione ed episodio.
2×16 - 1×16 - Film - 3×01 - 3×03 - 1×01 - 1×02 - 1×03 - 1×04 - 1×05 - 1×06 - 1×07 - 1×08 - 1×09 - 1×10 - 1×11 - 1×12 - 1×13 - 1×14 - 1×15 - 1×17 - 1×18 - 1×19 - 1×20 - 1×21 - 2×01 - 2×02 - 2×03 - 2×17 - 2×18 - 2×19 - 2×04 - 2×05 - 2×06 - 2×07 - 2×08 - 2×09 - 2×10 - 2×11 - 2×12 - 2×13 - 2×14 - 2×20 - 2×21 - 2×22 - 3×05 - 3×06 - 3×07 - 3×02 - 3×04 - 3×08 - 1×22 - 3×09 - 3×10 - 3×11 - 2×15 - 3×12 - 3×13 - 3×14 - 3×15 - 3×16 - 3×17 - 3×18 - 3×19 - 3×20 - 3×21 - 3×22 - 4×01 - 4×02 - 4×03 - 4×04 - 4×05 - 4×06 - 4×07 - 4×08 - 4×09 - 4×10 - 4×11 - 4×12 - 4×13 - 4×14 - 4×15 - 4×16 - 4×17 - 4×18 - 4×19 - 4×20 - 4×21 - 4×22 - 5×02 - 5×03 - 5×04 - 5×05 - 5×06 - 5×07 - 5×08 - 5×09 - 5×10 - 5×11 - 5×12 - 5×13 - 5×01 - 5×14 - 5×15 - 5×16 - 5×17 - 5×18 - 5×19 - 5×20 - 6×01 - 6×02 - 6×03 - 6×04 - 6×05 - 6×06 - 6×07 - 6×08 - 6×09 - 6×10 - 6×11 - 6×12 - 6×13 - 7×05 - 7×06 - 7×07 - 7×08 - 7×01 - 7×02 - 7×03 - 7×04 - 7×09 - 7×10 - 7×11 - 7×12

## Personaggi e doppiatori
- Anakin Skywalker (stagioni 1-7), voce originale di Matt Lanter, italiana di Marco Vivio.
- Obi-Wan Kenobi (stagioni 1-7), voce originale di James Arnold Taylor, italiana di Francesco Bulckaen.
- Ahsoka Tano (stagioni 1-7), voce originale di Ashley Eckstein, italiana di Erica Necci.
- Capitano Rex (stagioni 1-7), voce originale di Dee Bradley Baker, italiana di Alessandro Ballico.
- Padmé Amidala (stagioni 1-7), voce originale di Catherine Taber, italiana di Federica De Bortoli.
- Yoda (stagioni 1-7), voce originale di Tom Kane, italiana di Sandro Pellegrini (st. 1-6[N 2]), Bruno Alessandro (st. 6[N 3]) e Ambrogio Colombo (st. 7).
- Mace Windu (stagioni 1-7), voce originale di Terrence C. Carson, italiana di Alberto Angrisano.
- Palpatine / Darth Sidious (stagioni 1-7), voce originale di Ian Abercrombie (st. 1-6[N 4]) e Tim Curry (st. 5-6[N 5]), italiana di Carlo Reali (st. 1-6) e Gianni Giuliano (st. 7).[N 6]
- Conte Dooku / Darth Tyranus (stagioni 1-6), voce originale di Corey Burton, italiana di Rodolfo Bianchi.
- Asajj Ventress (stagioni 1, 3-5), voce originale di Nika Futterman, italiana di Alessandra Cassioli.
- Generale Grievous (stagioni 1-5, 7), voce originale di Matthew Wood, italiana di Massimo Rossi.
- Darth Maul (stagioni 3-5, 7), voce originale di Sam Witwer, italiana di Edoardo Stoppacciaro.

## Produzione

### Concezione
(George Lucas in un'intervista sulla terza stagione)

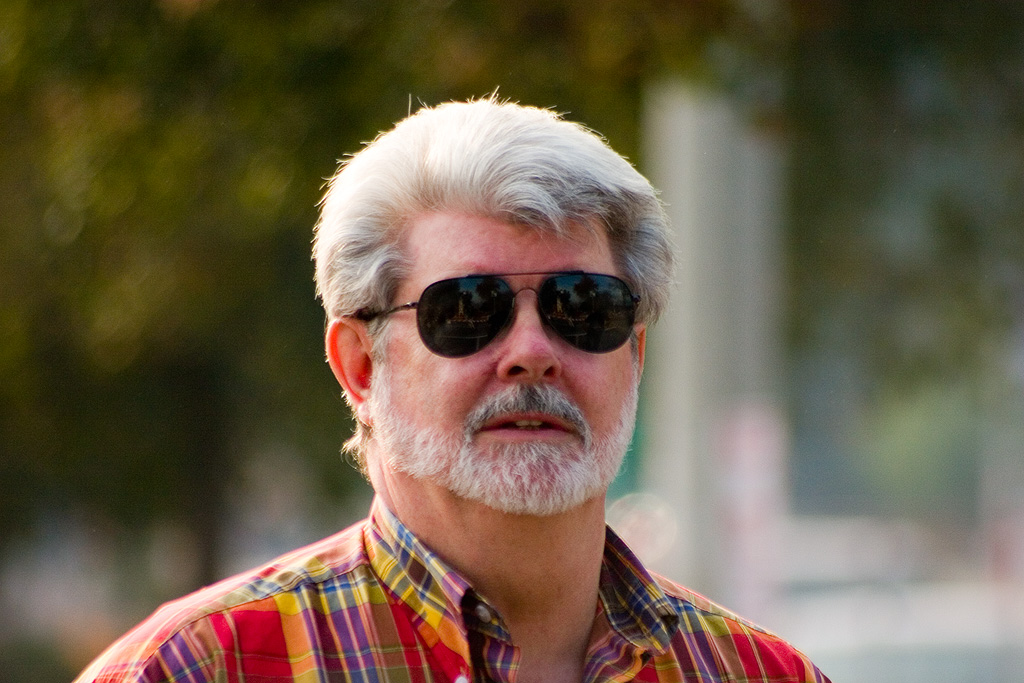
George Lucas, creatore della serie, produttore esecutivo e co-sceneggiatore di alcuni episodi

George Lucas, da sempre amante delle produzioni televisive, ebbe l'idea di realizzare una serie animata dedicata alle guerre dei cloni nel 2002, che avrebbe avuto luogo tra Episodio II e Episodio III dei suoi prequel, per rimpolpare le avventure dei Cavalieri Jedi Obi-Wan Kenobi e Anakin Skywalker, ed esplorare eroi, cattivi e pianeti che sono stati poco utilizzati nei film della trilogia prequel. Nel 2005 iniziò a pensare a una nuova serie come ideale sequel al precedente show, che aveva riscosso pareri positivi da parte di critica e pubblico. Lucas aveva già tentato diversi esperimenti televisivi, come Droids Adventures e Ewoks, ma erano entrambi falliti. L'autore assunse come supervisore dell'animazione Dave Filoni (ex regista della serie di Nickelodeon Avatar - La leggenda di Aang), con cui collaborò a stretto contatto, per poter migliorare graficamente l'aspetto di The Clone Wars e sviluppare script, spesso utilizzando le idee non utilizzate da Lucas per il primo film Guerre stellari.
L'idea iniziale di Filoni per la serie, ruotava attorno a un gruppo di personaggi che viaggiavano a bordo di una nave spaziale simile al Millennium Falcon. L'equipaggio della nave avrebbe incluso un contrabbandiere, la sua ragazza, una gungan di nome Lunker, una padawan Jedi di nome Ashla e il suo maestro. Questa idea originale di The Clone Wars è stato pensata per non interferire con il canone ufficiale, e come tale avrebbe incluso solo occasionali apparizioni di personaggi del cinema come Obi-Wan Kenobi e Anakin Skywalker. Tuttavia, Lucas decise che la serie si sarebbe dovuta concentrare sui personaggi del film, ma alcune idee di Filoni sono state incluse come Ashla, il cui nome è stato in seguito cambiato in Ahsoka. Anche se i progetti di Filoni per The Clone Wars vennero scartati, le sue idee originali sono servite come fonte d'ispirazione per Star Wars Rebels, altra serie canonica creata da Filoni.
La serie entrò in pre-produzione nel luglio del 2005, come annunciato, ai festeggiamenti per la Star Wars Celebration III al Comic-Con 2005, da Steve Sansweet, che ha presentato la serie come "la prossima generazione della saga di Star Wars, una serie pionieristica animata di 30 minuti in 3D realizzata al computer, e basata sulle guerre dei cloni che si svolgono tra Episodio II e Episodio III." Inoltre descrisse il look dello show come "Un amalgama tra anime e animazione 3D" che si ispira alla serie Thunderbirds." Lo stesso Lucas alla Celebration disse che: "Stiamo lavorando su una continuazione in 3D della serie pilota che era su Cartoon Network, e probabilmente non inizieremo il progetto per un altro anno". Genndy Tartakovsky (regista dell'originale Clone Wars) e la Nelvana (studio di produzione di Droids Adventures e Ewoks, nonché del segmento presente in The Star Wars Holiday Special) non vennero coinvolti nella produzione. Tartakovsky, inoltre, criticò la decisione di Lucas di rivisitare l'epoca delle guerre dei cloni.
Pochi mesi dopo l'annuncio ufficiale della serie, nell'ottobre 2005 Lucas fondò appositamente gli studi Lucasfilm Animation a Singapore, stimolato anche dai progressi tecnici compiuti dall'animazione digitale. Alla realizzazione della serie, collaborò anche la casa di produzione CGCG Inc.

### Sviluppo

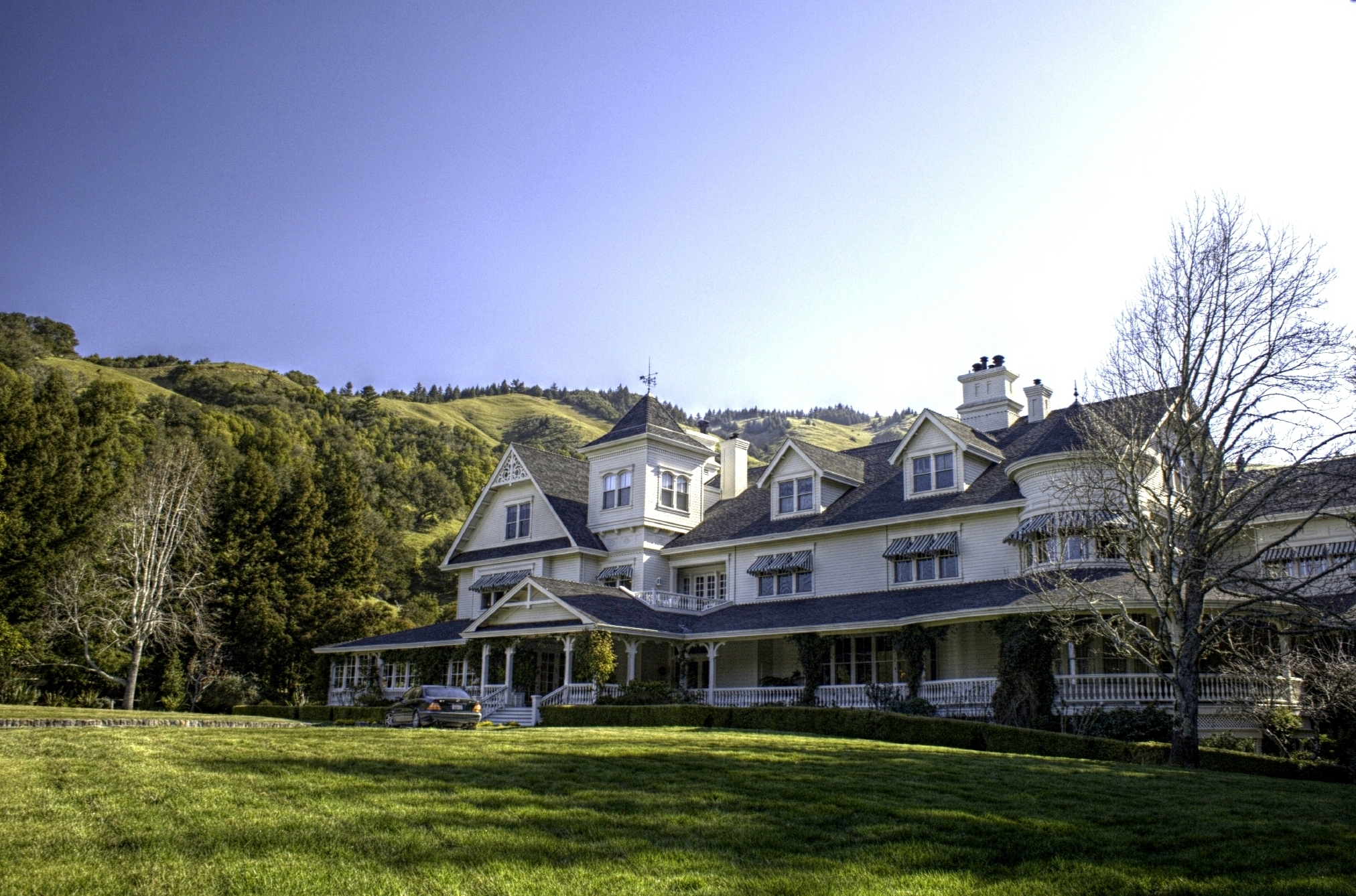
Lo Skywalker Ranch, luogo in cui avviene il montaggio finale degli episodi

Il 15 febbraio 2006 la Lucasfilm Animation iniziò i test d'animazione. In termini di tecniche di realizzazione, la serie, il cui budget per episodio varia tra i 750.000 e il milione e mezzo di dollari, è progettata secondo i canoni dei film tradizionali, con una particolare cura per la fotografia e le inquadrature. Invece di utilizzare gli storyboard convenzionali in 2D, Filoni e il suo team utilizzano un computer per l'anteprima, inizialmente lanciato da George Lucas durante la produzione della trilogia originale, una tecnica che permette ai registi di visionare le scene prima che diventino scene animate tridimensionali. Alla convention Imagina 2007, in un'intervista, Rob Coleman rivelò rivela che quindici episodi erano in produzione e uno era già terminato. Sceneggiature, design dei personaggi e art direction vengono create alla sede della Industrial Light & Magic, mentre l'animazione e il processo di rendering sono fatte a Singapore. La Industrial Light & Magic, in ogni caso, ha provveduto a supportare l'animazione con l'uso della motion capture, effettuata negli studi americani. L'assemblaggio finale di ogni episodio viene fatto allo Skywalker Ranch.
Lucas, direttamente coinvolto in ogni aspetto della produzione, ha insistito nello riscrivere molti dei copioni, per focalizzarsi maggiormente sui personaggi e sulle storie, in modo da ambientarle in più pianeti diversi, per renderle più coinvolgenti e interessanti. Il 3 marzo 2007, al Paley Center, George Lucas rivela che la serie è episodica, e come tale non sarà concentrata esclusivamente sulla storia di Anakin Skywalker, ma anche con puntate dedicate ai clone trooper. Inoltre Lucas ha affermato di voler produrre almeno cento episodi, per un totale di cinque stagioni, a prescindere dal gradimento del pubblico, con una possibile apparizione del cacciatore di taglie Boba Fett. La serie utilizza idea scartate dallo stesso Lucas da precedenti progetti legati a Guerre stellari.
The Clone Wars ha la particolarità di essere stata prodotta in formato 2.35:1 (CinemaScope) che viene normalmente utilizzato per il cinema e non per le produzioni televisive, ma per la trasmissione è stato portato a 16:9 (1,77:1). Al progetto presero parte circa 300 artisti, che impiegarono i software Autodesk e Maya. Il logo della serie è un misto di quelli de L'attacco dei cloni e L'Impero colpisce ancora, per mantenere inalterato lo spirito dei film e tornare a un logo più tradizionale, l'introduzione di ogni episodio, invece, avviene alla maniera di un cinegiornale, come avveniva nei serial anni trenta.
La serie è stata introdotta dall'omonimo prequel cinematografico, uscito nei cinema americani il 15 agosto 2008, e in Italia il 19 settembre dello stesso anno. L'idea di creare un lungometraggio è data dallo stesso Lucas che, guardando alcuni episodi della serie sul grande schermo ha affermato: «Questo è bellissimo, perché non usiamo lo stesso team di lavoro e facciamo un film?». Il lungometraggio, in realtà, è costituito dai primi quattro episodi della serie che sarebbero dovuti essere trasmessi (The New Padawan, Castle of Deception, Castle of Doom e Castle of Salvation), integrati con delle scene create ex novo per legarli assieme.

### Sceneggiature

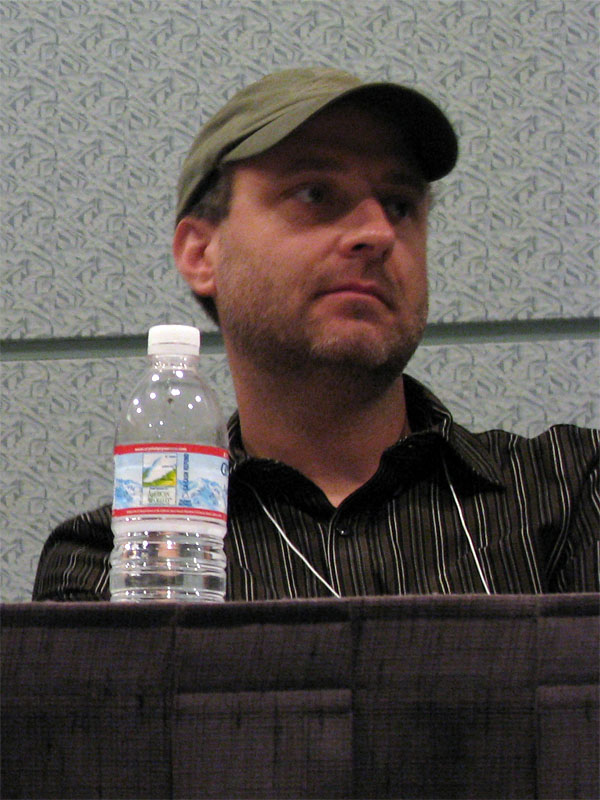
Henry Gilroy, sceneggiatore e capo scrittore della prima stagione

La serie è di tipo antologico, con diversi episodi autoconclusivi e slegati dalla storia di fondo, focalizzati, come detto da Lucas, anche su personaggi minori come i Jedi Kit Fisto e Plo Koon, o le truppe dei cloni soldato. Così come nella serie animata del 2003, anche in The Clone Wars, il protagonista è Anakin Skywalker. Ogni episodio viene introdotto prima da un tema morale, soprannominato "La saggezza Jedi", e poi da un breve riepilogo che riassume allo spettatore ciò che è accaduto precedentemente. Rispetto agli altri prodotti televisivi, dei quali Lucas forniva indicazioni sommarie o soggetti, The Clone Wars si differenzia in quanto il creatore della saga è stato maggiormente coinvolto nella stesura delle sceneggiature, collaborando attivamente con gli scrittori.
Nel 2006, mentre la Lucasfilm Animation iniziava i test d'animazione, il team di sceneggiatori della serie cominciò a stendere le prime bozze dei copioni, coadiuvati dallo stesso Lucas, che prese parte a ogni fase di progettazione della serie (parte dell'episodio Jar Jar Jedi fu scritto dallo stesso regista). Nel maggio del 2007 alla Celebration IV, Catherine Winder rivelò che Lucas era maggiormente presente nelle sceneggiature, più che sulle scelte stilistiche e grafiche, come quando diede una grossa mano nella realizzazione dell'arco narrativo di Mortis della terza stagione. Durante la produzione dell'episodio Sacrificio, ultima puntata della sesta stagione, il team della serie inizialmente ha chiamato il pianeta in cui si reca Yoda Korriban, ma la scelta definitiva è ricaduta su Moraband, preferito da Lucas.
La figlia dello stesso Lucas, Katie, ha scritto numerosi episodi della serie: il primo è stato Atterraggio di fortuna, episodio della prima stagione. Inoltre, nell'episodio Sfera di influenza della terza stagione da lei scritto, compare assieme ai fratelli e al padre sotto forma di avatar. Lucas veste i panni di un personaggio già apparso ne La vendetta dei Sith e da Lucas stesso interpretato.
Lucas rimase coinvolto nella serie anche una volta abbandonata la presidenza della Lucasfilm: infatti, Dave Filoni ha affermato che molte idee e concetti che si vedono nella settima stagione di The Clone Wars, provengono dalla mente del creatore della saga di Star Wars (come quella di creare una squadra speciale di cloni commando), il quale è rimasto spesso in contatto con Filoni, durante la produzione dell'ultima stagione, per fornirgli alcuni consigli.
Tra gli sceneggiatori delle prime due stagioni, Paul Dini, autore di due puntate della serie, ha anche proposto almeno due idee poi respinte per gli episodi: uno riguardava Jar Jar Binks che cerca di convincere il Senato Galattico che c'è vita su un oscuro pianeta, mentre l'altro episodio vedeva Anakin Skywalker e Padmé Amidala assumere un assassino ewok.

### Design
Il character designer Kilian Plunkett e gli altri artisti si basarono sui modelli dei personaggi in 3D, sul design e sull'animazione della serie del 2003 per creare i nuovi personaggi, le creature e i pianeti del nuovo show. I maggiori dubbi da parte del pubblico sulla nuova serie riguardano proprio l'aspetto dell'animazione. Le critiche derivano dal fatto che, anche se è in CGI, l'animazione non è molto realistica in quanto i personaggi vengono paragonati a marionette di legno. Lucas, a tale proposito, ha affrontato la questione di petto:
(George Lucas sull'animazione della serie)
A partire dalla terza stagione, la serie subisce un miglioramento dal punto di vista grafico; inoltre dall'episodio Proposte di pace, i tre personaggi principali, Anakin Skywalker, Obi-Wan Kenobi e Ahsoka Tano, hanno un nuovo design e un nuovo abbigliamento facendo un passo avanti nella serie (si presume che siano trascorsi 1-2 anni). Ahsoka appare più grande e ha un abbigliamento totalmente nuovo, mentre Anakin e Obi-Wan hanno un look che più si avvicina a La vendetta dei Sith. Dall'episodio Il maestro e l'apprendista della quinta stagione, Palpatine e Yoda, hanno avuto un nuovo design al fine di aumentare le prestazioni sulla modellazione del viso per scopi di animazione. Palpatine indossa anche un vestito nuovo, lo stesso che porta all'inizio del film La vendetta dei Sith.
Il penultimo e l'ultimo episodio della quarta stagione presentavano un logo di apertura rosso, a differenza del giallo standard della serie, per commemorare il ritorno di Darth Maul nella serie. Nel 10º, 11º, 12º e 13º episodio della quinta stagione, il logo di apertura è stato modificato in un colore azzurro in onore dell'arco narrativo di R2-D2 e di altri droidi.
Un nuovo restyling grafico è avvenuto con l'arrivo della settima stagione. Dave Filoni scelse di cambiare l'aspetto di Maul per renderlo più simile a quello visto nel film Solo: A Star Wars Story, mentre durante la produzione molti dei modelli, incluso quello del Capitano Rex, sono stati ottimizzati e migliorati in base alla nuova tecnologia di animazione. Il design di Ahsoka, rispetto alla stagione precedente, è stato modificato per renderlo più simile a quanto si vede in Rebels, mentre i modelli utilizzati per Anakin e Obi-Wan rispecchiano il loro aspetto nel film La vendetta dei Sith.

### Casting
Il cast della serie riprende parte dei personaggi, e dei rispettivi doppiatori, del precedente show non canonico Clone Wars: Tom Kane, James Arnold Taylor, Anthony Daniels, Corey Burton e Terrence Carson tornano nei loro rispettivi ruoli di Yoda, Obi-Wan, C-3PO, Dooku e Mace Windu. Nuovi attori, già impegnati nel doppiaggio del film prequel The Clone Wars, sono stati ingaggiati per presentare la loro voce a personaggi ex novo, ma anche ad altri più vecchi, come Matt Lanter, nei panni di Anakin, Catherine Taber nei panni di Padmé, e Nika Futterman in quelli di Asajj Ventress, che sostituiscono rispettivamente Mat Lucas e Grey DeLisle (doppiatrice sia di Padmé sia di Ventress). Uno dei nuovi doppiatori presenti nella serie è Phil LaMarr, che presta la voce al Jedi Kit Fisto. 

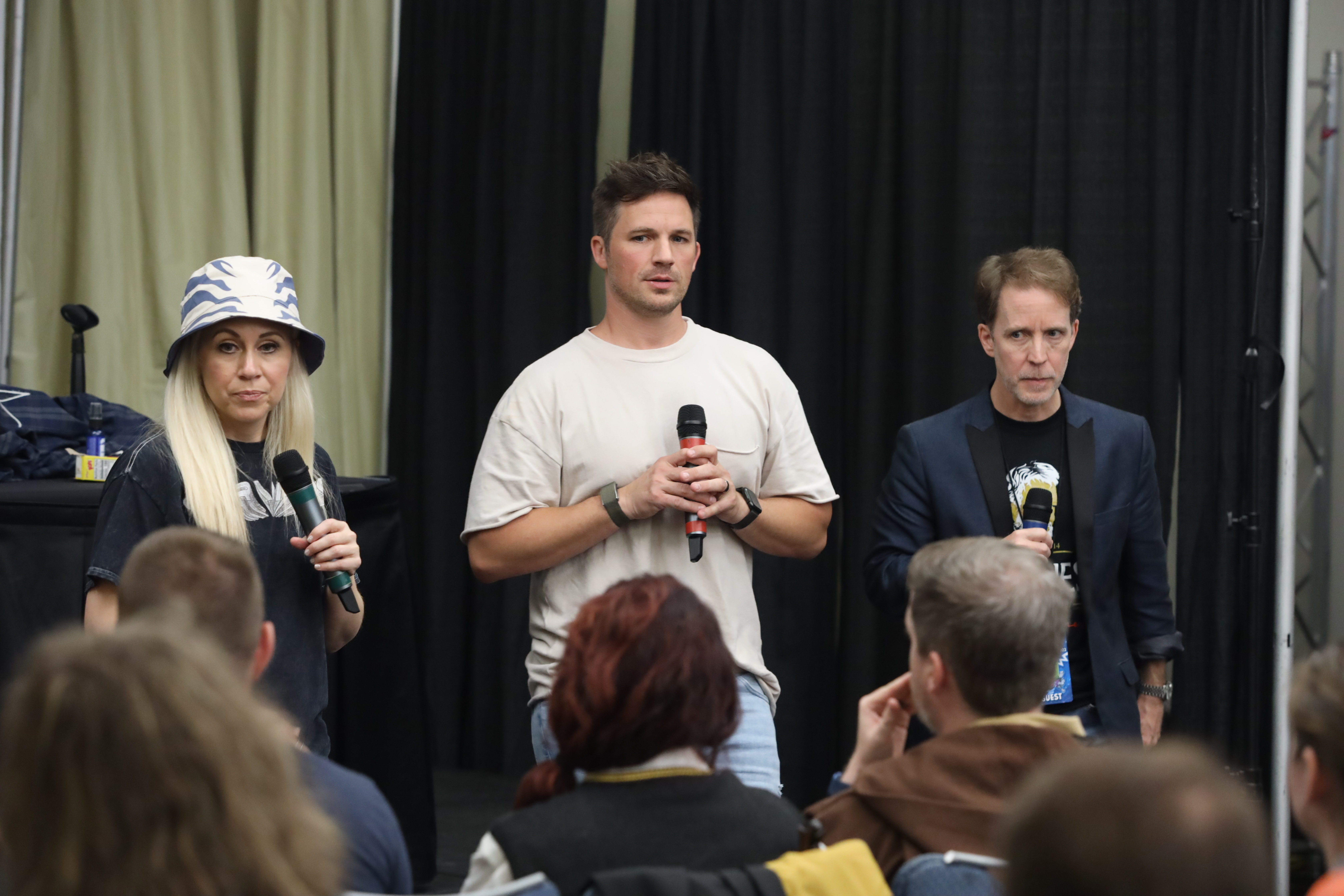
Tre dei doppiatori principali di The Clone Wars e del film omonimo: Ashley Eckstein (Ahsoka Tano), Matt Lanter (Anakin Skywalker) e James Arnold Taylor (Obi-Wan Kenobi)

Anthony Daniels, storico interprete del droide C-3PO nella saga, confermò nel giugno 2006 di essere stato contattato per la serie, mentre Ahmed Best, che nei prequel vestiva i panni di Jar Jar Binks, ha ripreso il personaggio nell'episodio Jar Jar Jedi. Il 17 febbraio 2008, il sito TheForce.net rivela che la voce di Ahsoka Tano sarebbe stata quella di Ashley Eckstein. Lo stesso giorno, il suo coinvolgimento nella serie è stato confermato. Il montatore Matthew Wood, riprende il ruolo del Generale Grievous e dei droidi da battaglia dal film La vendetta dei Sith. L'attore Daniel Logan, interprete di Boba Fett nel film L'attacco dei cloni, torna a dare la voce al giovane cacciatore di taglie per la seconda stagione.
Daniels, Wood, Best e Logan sono gli unici attori della saga a riprendere il proprio ruolo nella serie come personaggi ricorrenti (sebbene nel prequel cinematografico Samuel L. Jackson e Christopher Lee abbiano prestato le loro voci). George Lucas spiega che ciò è dovuto agli impegni degli attori, che gli avrebbero impedito di prendere parte allo show, e che lo stipendio avrebbe potuto rappresentare un ostacolo. Samuel L. Jackson espresse interesse nel riprendere il ruolo del Jedi Windu nella serie, ma poté soltanto doppiare il prequel cinematografico. Anche Hayden Christensen affermò di voler tornare a interpretare il personaggio di Anakin Skywalker, ma aggiunse che nessuno lo aveva mai contattato per proporgli l'offerta.
Al fine di rendere la voce dei cloni diverse l'una dall'altra, il doppiatore Dee Bradley Baker ha registrato ogni voce separatamente dando a ognuno un tono diverso. In seguito alla morte di Ian Abercrombie, doppiatore di Palpatine dalla prima alla quinta stagione, è stato Tim Curry a prendere il suo posto per la sesta.

#### Guest star
Ron Perlman ha doppiato il personaggio del rigattiere alieno Gha Nachkt, nei due episodi La caduta di un droide e La stazione spia. George Takei ha prestato la voce a un nuovo personaggio, un nemoidiano di nome Lok Durd, nei due episodi Atterraggio di fortuna e I difensori della pace. Michael York ha doppiato il personaggio del Dr. Nuvo Vindi negli episodi Il virus Blue Shadow e Il mistero delle mille lune. L'attore e regista Jon Favreau ha prestato la voce a Pre Vizsla, leader della Ronda della Morte, nella seconda e quinta stagione. Seth Green e Jaime King, entrambi appassionati della saga, hanno un ruolo come guest star nella seconda stagione. Il cacciatore di taglie Dengar è doppiato nella quarta stagione dall'attore Simon Pegg, mentre il professor Huyang, nei tre episodi della quinta stagione in cui compare, ha la voce di David Tennant, noto per aver vestito i panni del Decimo Dottore in Doctor Who.
Diversi sono gli attori della saga cinematografica di Guerre stellari che hanno fatto da guest star per uno o più episodi: Liam Neeson torna a doppiare Qui-Gon Jinn che appare sotto forma di fantasma di Forza nell'episodio I guardiani della Forza e in Voci (in cui si sente come voce di Forza); Pernilla August, interprete di Shmi Skywalker ne La minaccia fantasma e L'attacco dei cloni, dà la voce al personaggio nell'episodio I guardiani della Forza; Mark Hamill, noto per aver dato il volto a Luke Skywalker nella saga cinematografica, doppia Darth Bane in Sacrificio.

### Rinnovi
La prima stagione, costituita da 22 episodi, è completa, così come la seconda, la terza e la quarta. Il creatore della serie, George Lucas, ha affermato di voler produrre almeno cento episodi, per un totale di cinque stagioni, a prescindere dal gradimento del pubblico. La serie è stata confermata per una seconda stagione, intitolata Rise of the Bounty Hunters, che ha debuttato nell'autunno del 2009, in America, mentre dal 16 aprile del 2010 è andata in onda in Italia su Cartoon Network. La terza stagione, chiamata Secrets Revealed, è andata in onda in America dal 17 settembre 2010. In Italia è andata in onda su Cartoon Network dall'8 aprile 2011 fino alla dodicesima puntata per poi essere completamente replicata su Boing, tranne per le ultime due puntate che sono state mandate in onda in anteprima su Cartoon Network. La quarta stagione, chiamata Battle Lines, è andata in onda in America dal 16 settembre 2011. In Italia è stata trasmessa su Cartoon Network dal 23 marzo 2012 fino all'undicesima puntata, mentre la restante parte è andata in onda fino al 1º gennaio 2013. La quinta stagione, intitolata Who Will Fall?, composta questa volta da 20 episodi, è stata trasmessa in America dal 29 settembre del 2012. In Italia è stata trasmessa dal 10 maggio 2013.

### Cancellazione
Dopo l'acquisizione della Lucasfilm da parte della The Walt Disney Company, è stata annunciata la chiusura della serie l'11 marzo 2013, dopo il finale della quinta stagione e che la produzione attiva dei futuri episodi di Cartoon Network era cessata, ma che lo studio avrebbe continuato a lavorare su archi narrativi non ancora pubblicati. Nonostante lo spettacolo fosse stato sostituito da Star Wars Rebels, che ha continuato la storia di personaggi dell'epoca delle guerre dei cloni come Ahsoka Tano e Rex, i fan continuarono a chiedere episodi di The Clone Wars, lanciando l'hashtag #SaveTheCloneWars. Nelle settimane successive alla cancellazione, sono stati mostrati filmati di episodi che avrebbero fatto parte della sesta stagione e saranno comunque pubblicati, nonostante la serie sia stata presa da Cartoon Network. Durante il panel "Secrets of Star Wars: The Clone Wars" alla Celebration Europe II, Filoni ha lasciato intendere che c'era la possibilità che la sesta stagione avrebbe potuto essere mandata in onda.
L'11 ottobre 2013, Filoni ha annunciato che il suo team aveva completato la produzione dei rimanenti episodi di The Clone Wars e che sarebbero stati distribuiti all'inizio del 2014. Il compositore Kevin Kiner, in un'intervista del 2014, ha rivelato che vi saranno in programmazione l'arco su Rush Clovis più 10 episodi bonus della serie, che comprenderanno quattro archi narrativi: arco su Clovis, arco sull'ordine 66, arco su Sifo-Dyas, arco su Yoda e due episodi come gran finale della serie. L'arco narrativo di Clovis, costituito da tre episodi intitolati Un vecchio amico, L'ascesa di Clovis e Crisi del cuore, doveva far parte inizialmente della quinta stagione ma è stato rinviato per vari motivi alla sesta. Il 12 ottobre 2013 Dave Filoni, tramite la sua pagina di Facebook, ha rivelato che gli episodi bonus saranno trasmessi nei primi mesi del 2014. Il 22 novembre 2013 a Varsavia, in Polonia, si è tenuta una manifestazione a tema Star Wars, durante il quale gli organizzatori dell'evento, incluso il team di The Clone Wars, hanno presentato un trailer degli episodi bonus, parte di una stagione programmata per andare in onda su Netflix dal 7 marzo 2014 e che porta il sottotitolo The Lost Missions (Le missioni perdute). Il 15 febbraio 2014 Super RTL, una rete televisiva tedesca, ha iniziato la messa in onda della sesta stagione seguita il 7 marzo da Netflix.
Nel maggio 2014 è stato rivelato che, al momento della cancellazione, erano in produzione gli episodi delle stagioni sei, sette e otto. Nonostante ciò, il 25 settembre 2014 la Lucasfilm ha pubblicato una raccolta di materiale inedito denominata The Clone Wars Legacy, che raggruppa un arco narrativo incompiuto (Crystal Crisis on Utapau), bozzetti, concept-art e altre storie uscite sotto forma di fumetto (Darth Maul - Figlio di Dathomir) o romanzo (L'apprendista del Lato Oscuro). Nell'aprile 2015, alla Star Wars Celebration di Anaheim, sono stati pubblicati quattro episodi incompleti – l'arco narrativo Bad Batch, parte del progetto Legacy –, svariati bozzetti e altro materiale inedito.
Nell'ottobre 2015 il giornalista Chris Taylor ha affermato, nel suo libro How Star Wars Conquered the Universe: The Past, Present, and Future of a Multibillion Dollar Franchise, che la decisione di cancellare The Clone Wars era principalmente dovuta a ragioni finanziarie. Ha sottolineato inoltre che l'alto budget utilizzato per la serie, unito ai film futuri da finanziare, non era semplicemente sostenibile per The Clone Wars.
Nel marzo 2016 Pablo Hidalgo, tramite il suo profilo Twitter, ha dichiarato che erano stati pianificati tredici archi narrativi prima della cancellazione della serie. Alla Celebration nel luglio 2016 si è tenuto un panel, alla presenza del regista Dave Filoni, Pablo Hidalgo e Ashley Eckstein (doppiatrice di Ahsoka), durante il quale si è parlato delle storie mai raccontate della serie di Ahsoka dopo il suo addio all'Ordine Jedi nella quinta stagione. Una di queste, avrebbe dovuto mostrare le vicende di Ahsoka e Rex durante il film La vendetta dei Sith.

### Revival
Per celebrare il decimo anniversario della serie, il 26 giugno 2018 è stato stabilito che al San Diego Comic-Con ci sarà un panel dedicato a The Clone Wars in cui saranno presenti Dave Filoni, la produttrice esecutiva Athena Yvette Portillo, il compositore Kevin Kiner, Matt Lanter (doppiatore di Anakin Skywalker) e Ashley Eckstein (doppiatrice di Ahsoka Tano). Il 19 luglio 2018, durante il panel, viene annunciato che la serie ritornerà nel 2019 con 12 nuovi episodi, alcuni di questi basati sull'assedio di Mandalore, e che verrà trasmessa su Disney+, nuovo servizio in streaming a pagamento della Disney. L'annuncio è arrivato con un trailer per la nuova stagione e un poster che conteneva l'hashtag #CloneWarsSaved, che fa riferimento alla campagna di sostegno portava avanti dai fan.
Il 12 agosto Filoni ha dichiarato che non lavorerà direttamente su Star Wars Resistance, nuova serie animata di cui è il creatore, per concentrarsi sullo sviluppo degli episodi finali di The Clone Wars. Numerosi doppiatori presenti nella serie, tra cui Matt Lanter, Ashley Eckstein, Dee Bradley Baker, hanno ripreso il loro ruolo anche negli episodi conclusivi di The Clone Wars: il 17 agosto Tom Kane ha confermato, tramite il suo account Facebook, di aver registrato le battute per cinque nuovi episodi del revival, anche se non ha ufficializzato se riprenderà i suoi ruoli come narratore, come Yoda o nei panni di Wullf Yularen; il 5 novembre Ashley Eckstein ha affermato che la registrazione del doppiaggio della nuova stagione era ancora in corso.
Il revival di The Clone Wars è stato oggetto di un panel alla Celebration di Chicago del 2019, tenutosi il 14 aprile. Nel panel, oltre alla presentazione di un nuovo trailer, è stato confermato che Sam Witwer e Ray Park riprenderanno il ruolo di Darth Maul, rispettivamente come doppiatore e come interprete tramite motion capture. È stato annunciato inoltre che il revival sarà composto da tre archi narrativi di quattro episodi ciascuno, e che includerà una versione con animazione completata dell'arco Bad Batch, inizialmente pubblicato incompleto all'interno del progetto Legacy. L'arco conclusivo della stagione è stato confermato essere quello sull'assedio di Mandalore, progettato come la storia finale di The Clone Wars, che avrebbe dovuto mostrare Anakin, Ahsoka e Obi-Wan scontrarsi con Darth Maul per cercare di spodestarlo dal suo controllo sul pianeta Mandalore. L'arco è stato nominato diverse volte in Star Wars Rebels, e parzialmente adattato nel romanzo Ahsoka, nel quale compare in alcuni flashback. L'autrice E. K. Johnston in seguito rivelò che le era stato chiesto di non scrivere nel libro scene d'azione sull'assedio di Mandalore, poiché a sua insaputa Lucasfilm stava lavorando alla stagione finale.
Il 24 agosto 2019, alla convention Disney D23, viene annunciato che i nuovi episodi saranno disponibili nel febbraio 2020. Filoni, che ha scritto e diretto gli ultimi quattro episodi, rivela quindi che questa è la fine del serie e che non ci saranno più episodi dopo. Ha affermato anche che questo "concluderà la storia che George Lucas e io abbiamo iniziato insieme. È la fine di qualcosa per cui mi sento davvero bene".
Il 23 gennaio 2020, tramite i canali social di Star Wars, vengono mostrati il poster e il trailer finale e viene inoltre annunciato ufficialmente che il primo episodio della settima stagione uscirà negli Stati Uniti su Disney+ il 21 febbraio. Quattro giorni dopo la trasmissione dell'ultimo episodio della serie, l'8 maggio 2020 il cast vocale della serie si riunisce per una diretta streaming al D23.

### Continuity
La serie fa parte del canone ufficiale annunciato dopo l'acquisizione della Lucasfilm da parte della Disney. Il 25 aprile 2014, è stato annunciato che l'Universo espanso viene rinominato con il nome Star Wars Legends e che solo sei film della saga, The Clone Wars, il film omonimo e Star Wars Rebels sono considerati canonici. Tuttavia, videogiochi, fumetti, romanzi o altri prodotti basati sulla serie, non sono considerati parte del "canone", con l'eccezione del fumetto Darth Maul - Figlio di Dathomir, il romanzo L'apprendista del Lato Oscuro e gli altri progetti originariamente sviluppati per la serie, ma che sono stati alla fine distribuiti.
In precedenza Lucas si riservava comunque il diritto di modificare il canone nel corso della serie. Inoltre, venne consultato direttamente per quanto riguarda i personaggi principali. Leland Chee, responsabile dell'Holocron continuity database, inserì The Clone Wars in un nuovo livello di canone, il T, inferiore a quello dei film (G), ma superiore a quello di tutti gli altri prodotti dell'Universo espanso (C e S), essendo comunque questa serie una produzione della stessa Lucasfilm. Nel novembre 2006, Randy Stradley, editore e autore della Dark Horse Comics, incontrò la Lucasfilm Animation per discutere l'integrazione dello show con la serie a fumetti Clone Wars.

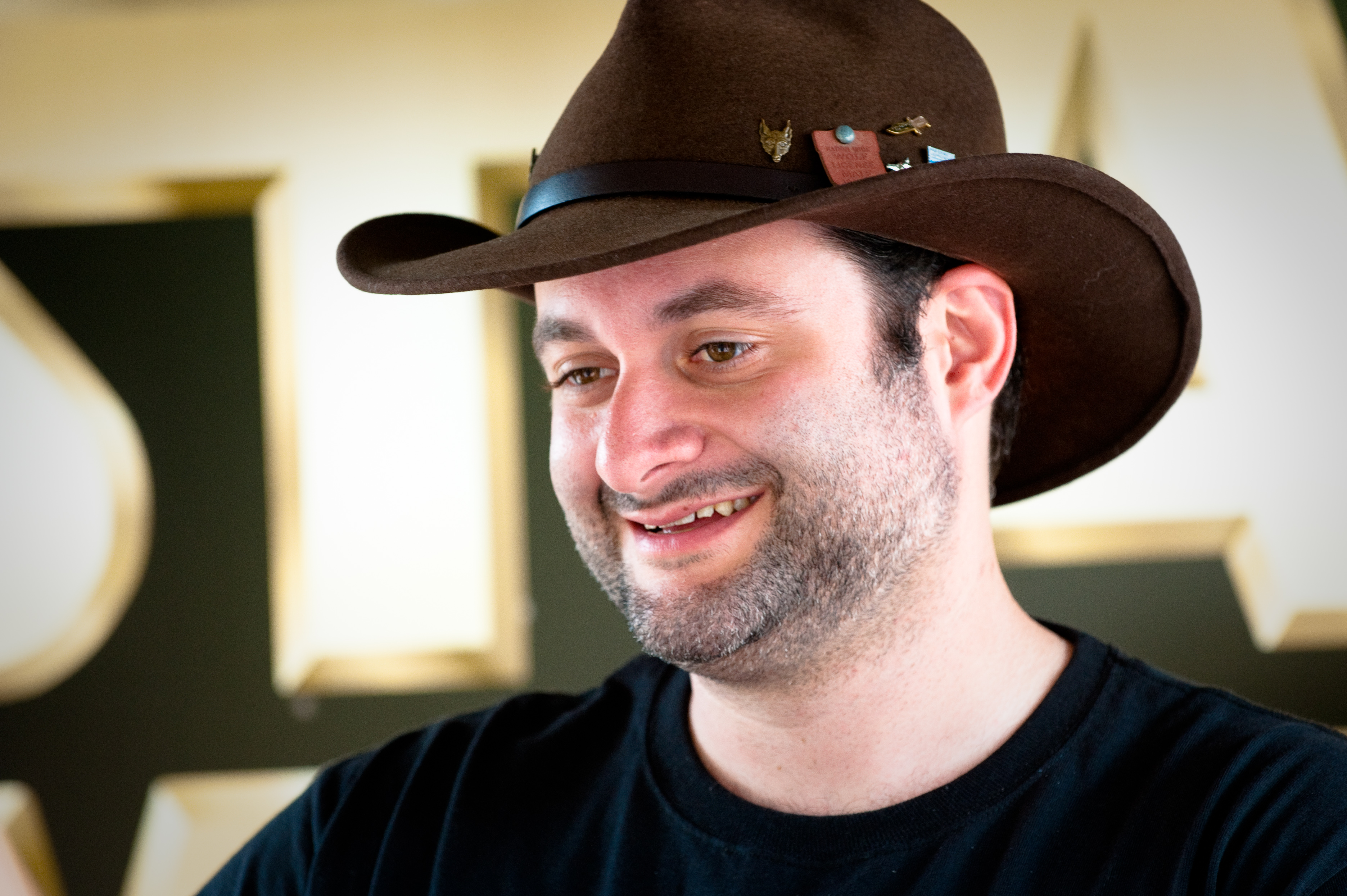
Il regista e supervisore dell'animazione Dave Filoni ha affermato che non c'è un collegamento tra Clone Wars e questa serie

Nel 2007 Dave Filoni, alla domanda se considerasse The Clone Wars come parte dell'Universo espanso rispose di tenere gran conto della continuità narrativa della saga, essendo lui stesso un fan, ma specificò anche come Lucas considerasse canonici solo i film, le due serie animate sulle guerre dei cloni e la serie dal vivo allora in produzione, senza tenere conto dell'Universo costituito da giochi, fumetti e romanzi. Tuttavia, molti elementi della serie sono stati cambiati, rispetto alla continuity della saga. Rispetto alla serie omonima, Lucas decise di non fare indossare a Obi-Wan Kenobi gran parte della sua armatura da generale clone, in quanto non voleva che i Jedi venissero scambiati per i cloni. In alcuni episodi Grievous, che appare con un'armatura diversa, è visto tossire spesso, sebbene nella serie animata del 2003 questo problema respiratorio nacque nell'ultimo episodio (quando Mace Windu ne danneggia i sistemi interni durante la battaglia di Coruscant) così come lo stile di combattimento dei Jedi risulta essere più simile a quello visto nei film rispetto a quello della micro-serie animata (più teso all'esagerazione delle loro abilità).
Per quanto riguarda alcuni personaggi comparsi nei primi due capitoli della trilogia prequel, nella serie si conosce il loro futuro. Nell'episodio Tentativo estremo della terza stagione muore il maestro Jedi Even Piell, comparso in Episodio I ed Episodio II. Il sito StarWars.com, conferma il ritorno del Sith Darth Maul, sopravvissuto dopo lo scontro con Obi-Wan su Naboo in La minaccia fantasma. Nella quinta stagione, nella puntata Il maestro e l'apprendista, muore la maestra Jedi Adi Gallia, anch'essa già comparsa nei primi due capitoli.
Prima dell'acquisto da parte di Disney la posizione della Lucasfilm era che "The Clone Wars non renderà fuori continuity la precedente serie Clone Wars, ma la espanderà e si incastrerà con essa".
(Dave Filoni)

## Colonna sonora
Inizialmente commissionata a Eric Rigler, che compose diverse partiture, basandosi sulla tradizionale musica bulgara e irlandese (ma che non furono mai utilizzati), la colonna sonora della serie venne in seguito affidata a Kevin Kiner, musicista che aveva già lavorato al prequel cinematografico dello show. Seguendo le indicazioni di Lucas, il compositore realizzò un tema musicale per ogni pianeta che compariva nella serie e diversificando i suoni con influenze musicali asiatiche, africane e incorporandole con la moderna musica elettronica. Rielaborò inoltre alcuni dei brani comparsi nei film, scritti da John Williams, adattandoli al tono più leggero e incalzante della serie. Ogni personaggio della serie, è stato per Kiner una fonte d'ispirazione per realizzare diversi percorsi musicali, in particolare i Jedi Luminara Unduli, Plo Koon e Ahsoka Tano.
Il lavoro di Kiner fu valutato positivamente dalla critica, che apprezzò il tentativo del musicista di sperimentare con nuove tipologie di suoni. In particolare, l'episodio finale della prima stagione, Ostaggi venne accostato al lavoro svolto da Hans Zimmer e James Newton Howard su Il cavaliere oscuro.

## Promozione
La prima immagine promozionale della serie, quella di Yoda animato in 3D, è stata proiettata alla Fiera del giocattolo del 2007. Il 27 maggio 2007, il supervisore dell'animazione Dave Filoni e la produttrice esecutiva Catherine Winder hanno tenuto una presentazione alla Celebration IV, in cui è stato mostrato al pubblico il primo trailer, i poster ufficiali ed è avvenuta una discussione sul processo di produzione dei due anni precedenti alla creazione della serie. Filoni e Winder hanno tenuto presentazioni simili alla Celebration Europe e al WonderCon del 2008. StarWars.com ha creato una nuova divisione del sito dedicato a The Clone Wars, che è stata regolarmente aggiornata con contenuti pertinenti, tra cui ultime notizie, video di dietro le quinte e post del blog di Pete Vilmur.
Le versioni DVD e Blu-ray del film Star Wars: The Clone Wars, uscito nei cinema due mesi prima della serie televisiva omonima, contengono numerose anticipazioni sui nuovi personaggi, pianeti, veicoli e battaglie dello show animato.
Il giorno prima della messa in onda dell'episodio pilota Il duello, e per tutto il resto della prima stagione, sono state pubblicate settimanalmente dal sito StarWars.com delle brevi storie a fumetti che si collocano cronologicamente tra un episodio e l'altro, considerate parte dell'Universo espanso.

## Distribuzione
Negli Stati Uniti la serie, per le prime cinque stagioni, è stata trasmessa sull'emittente per ragazzi Cartoon Network, e gli episodi vengono poi replicati su TNT. Lo show è stato fino a pochi mesi dalla messa in onda senza una rete che lo trasmettesse. Lucas ha sempre ammesso di non avere piani in merito, sebbene molti pensassero che lo show sarebbe andato in onda, come il predecessore, su Cartoon Network. Star Wars: The Clone Wars fu infatti proposta alla Fox e alla stessa Cartoon Network, che rifiutarono lo show, non essendone interessate. Solo dopo aver visionato il materiale e alcuni episodi, la Warner Bros. (che distribuì anche il prequel cinematografico della serie) convinse Cartoon Network, emittente affiliata alla Warner tramite la Time Warner, di prendere in considerazione la messa in onda della serie. Nell'estate del 2008 la rete accettò: Stuart Snyder, a capo della programmazione del canale, disse, in occasione della proiezione dei primi episodi, che l'unico posto dove voleva vedere The Clone Wars era Cartoon Network.
La serie è andata in onda per la prima volta il 3 ottobre 2008, in prima serata, inaugurando il blocco del venerdì sera, denominato d'azione, e comprendente serie incentrate sull'avventura e sul fantastico, come Ben 10 - Forza aliena e Batman: The Brave and the Bold. Tale programmazione è stata ideata per cercare di competere in termini di ascolti con i canali Nickelodeon e Disney Channel. Il creatore della serie George Lucas, ha affermato di voler produrre almeno cento episodi, per un totale di cinque stagioni, a prescindere dal gradimento del pubblico.
La sesta stagione, costituita da 13 episodi e annunciata in Germania il 14 gennaio 2014, è stata trasmessa a partire dal 15 febbraio 2014 sul canale Super RTL. Negli Stati Uniti invece, è stata pubblicata su Netflix il 7 marzo 2014. La settima ed ultima stagione è stata invece pubblicata su Disney+ dal 21 febbraio al 4 maggio 2020.
In Italia, la serie è stata trasmessa sul canale Cartoon Network dal 13 febbraio 2009 al 12 luglio 2013, mentre sul canale Boing è andata in onda in chiaro. Il 21 novembre 2015 la sesta stagione, doppiata in italiano, viene pubblicata su TIMvision. La settima stagione è stata pubblicata in Italia con l'arrivo del servizio streaming Disney+ il 24 marzo 2020.

### Censura
The Clone Wars è la seconda serie a essere trasmessa su Cartoon Network (al di fuori di Toonami o Adult Swim) con un divieto PG (parents cautioned suggested), ossia visione consigliata ai minori di 10 anni in compagnia di un adulto o di un genitore, a differenza di tutti gli altri show del canale, contrassegnati con un divieto G (general audiences, visione permessa a tutti) da MPAA.
Nell'episodio Reclute, il personaggio di Echo ripete per due volte la parola "dannazione" durante la puntata. Nelle successive messe in onda la parola non viene pronunciata. L'episodio è comunque disponibile senza la censura sul sito ufficiale StarWars.com. Nel 14º episodio della quinta stagione, Ombre su Mandalore, è stata censurata su Cartoon Network una scena in cui Savage Opress decapita diversi leader del Sole Nero. Tuttavia, Pablo Hidalgo ha confermato che la scena sarà visibile per intero nella versione Blu-Ray e DVD della stagione. Anche nell'episodio seguente, L'ombra della ragione, è stata censurata la scena in cui Darth Maul decapita Pre Vizsla, con la sua testa che avrebbe dovuto rotolare giù per le scale della sala del trono.

### Edizione italiana
Il doppiaggio italiano per le prime sei stagioni è stato eseguito dallo Studio Emme, diretto da Fabrizio Temperini e con dialoghi di Giorgio Tausani, mentre da Dubbing Brothers Int., con Carlo Cosolo alla direzione del doppiaggio, per la settima stagione.
La serie televisiva mantiene gran parte delle voci presenti nei prequel cinematografici e nel film omonimo, salvo casi alcuni come Anakin Skywalker (doppiato nel film The Clone Wars da Francesco Pezzulli, stesso doppiatore ne L'attacco dei cloni e La vendetta dei Sith, sostituito da Marco Vivio), Mace Windu (dove Alberto Angrisano sostituisce Paolo Buglioni) e Dooku (Rodolfo Bianchi prende il posto di Omero Antonutti). Nel caso del Cancelliere Palpatine viene ripristinata la voce di Carlo Reali (già doppiatore del personaggio nei film La minaccia fantasma, L'attacco dei cloni e nella serie animata Star Wars: Clone Wars del 2005) sostituita per La vendetta dei Sith da Francesco Vairano. Per il ruolo di Yoda, dopo la scomparsa di Marcello Mandò (doppiatore del maestro Jedi in La minaccia fantasma e L'attacco dei cloni), il doppiatore italiano ufficiale è diventato Sandro Pellegrini (doppiatore ne La vendetta dei Sith e nel film The Clone Wars), che ha doppiato Yoda per cinque stagioni e per la prima metà della sesta; dopo la scomparsa anche di quest'ultimo, nella settima e ultima stagione, la voce di Yoda ufficiale è diventata quella di Ambrogio Colombo (già Yoda in Star Wars: Clone Wars del 2003, Star Wars Rebels, e nella trilogia sequel).

### Edizioni home video

#### DVD e Blu-ray

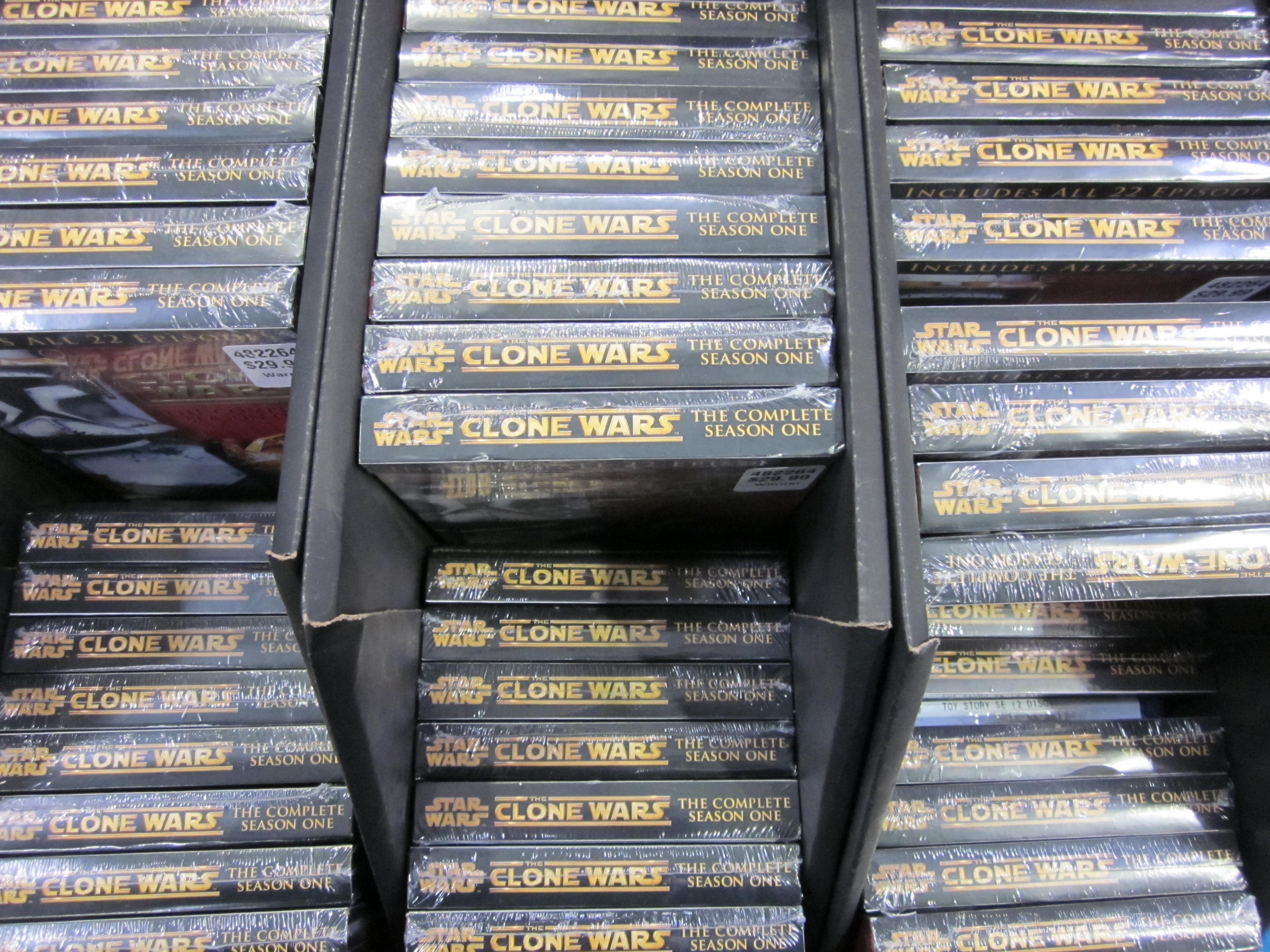
I cofanetti in lingua originale della prima stagione di The Clone Wars

Il 24 marzo 2009 è uscito, negli Stati Uniti, un DVD intitolato Star Wars: The Clone Wars - A Galaxy Divided, che contiene i primi quattro episodi della serie. Sono seguiti i singoli DVD con gli episodi della prima stagione: il 15 settembre è stato messo sul mercato il DVD Star Wars: The Clone Wars - Clone Commandos che include il quinto, diciannovesimo, ventesimo e ventunesimo episodio della prima stagione. Il cofanetto della stagione completa è invece uscito ad autunno 2009, in formato Blu-ray Disc.
Il 26 ottobre 2010 la Lucasfilm, in collaborazione con la Warner Home video, mette sul mercato negli Stati Uniti il cofanetto della seconda stagione di The Clone Wars. Il box è composto da quattro DVD, con i 22 episodi della serie e vari contenuti speciali, con scene tagliate, approfondimenti, commenti del regista Dave Filoni e ben 64 pagine di disegni e concept originali. La versione in Blu-ray contiene in aggiunta i Jedi Temple Archive, che forniscono un ulteriore approfondimento e un ampio accesso a una vasta gamma di materiali del “dietro le quinte”. Il 18 ottobre 2011 è uscito il cofanetto in DVD e Blu Ray della terza stagione.
L'11 settembre 2012, è uscito Star Wars: The Clone Wars - Darth Maul Returns, DVD contenente quattro episodi della quarta stagione. La stagione completa in DVD e Blu Ray è uscita negli Stati Uniti, il 23 ottobre 2012. La quinta stagione invece è stata pubblicata il 15 ottobre 2013. Inoltre, lo stesso giorno, è uscito anche il cofanetto in DVD e Blu Ray che racchiude le stagioni 1-5. Il cofanetto della sesta stagione è uscito il 29 aprile 2015.
La pubblicazione dei DVD in Italia, ha avuto una storia travagliata. Il 18 settembre 2013 è stato distribuito il DVD della quarta stagione. Qualche mese dopo, il 5 dicembre, è uscito il cofanetto della quinta stagione in DVD. È uscito inoltre un cofanetto che racchiude le prime cinque stagioni, esclusivamente in DVD.
| Stagione completa        | Date di uscita    | Date di uscita     | Date di uscita          | Date di uscita    | Date di uscita |
| Stagione completa        | Regione 1         | Regione 2 (Italia) | Regione 2 (Regno Unito) | Regione 4         |                |
| ------------------------ | ----------------- | ------------------ | ----------------------- | ----------------- | -------------- |
| A Galaxy Divided (DVD)   | 24 marzo 2009     | inedita            | 1º luglio 2009          | 24 marzo 2009     |                |
| Clone Commandos (DVD)    | 15 settembre 2009 | inedita            | 15 settembre 2009       | 23 settembre 2009 |                |
| 1ª                       | 3 novembre 2009   | solo DVD           | 16 novembre 2009        | 18 novembre 2009  |                |
| 2ª                       | 26 ottobre 2010   | solo DVD           | 15 novembre 2010        | 10 novembre 2010  |                |
| 3ª                       | 18 ottobre 2011   | solo DVD           | 17 ottobre 2011         | 19 ottobre 2011   |                |
| Darth Maul Returns (DVD) | 11 settembre 2012 | inedita            | inedita                 | inedita           |                |
| 4ª                       | 23 ottobre 2012   | 18 settembre 2013  | 22 ottobre 2012         | 31 ottobre 2012   |                |
| 5ª                       | 15 ottobre 2013   | 5 dicembre 2013    | 14 ottobre 2013         | 30 ottobre 2013   |                |
| 1-5ª (boxset)            | 15 ottobre 2013   | 15 dicembre 2013   | 14 ottobre 2013         | 13 novembre 2013  |                |
| 6ª                       | 11 novembre 2014  | inedita            | inedita                 | 29 aprile 2015    |                |

## Accoglienza

### Ascolti
Secondo il Nielsen Media Research, lo show ha avuto una media di quattro milioni di telespettatori. La première della serie, costituita dai primi due episodi, è stata vista da 3,96 milioni di spettatori, risultando il debutto più visto di sempre del canale, oltre a essere il programma più visto nella sua fascia oraria. Il detentore del record precedente era Ben 10 - Forza aliena, il 18 aprile 2008 con 2,9 milioni di telespettatori. Il record di The Clone Wars è stato poi battuto il 13 settembre 2009 dal film tv Scooby-Doo! Il mistero ha inizio con 6,1 milioni di telespettatori. Il resto della stagione scende al di sotto di tre milioni di spettatori, fino all'episodio finale, che segna l'introduzione del cacciatore di taglie Cad Bane, si risale a 3,29 milioni di spettatori.
Successivamente, la seconda stagione ha avuto un impatto minore rispetto alla prima, con gli episodi La camera dei segreti e Il cristallo della memoria seguiti da 2,58 milioni di telespettatori. L'arco finale della stagione ha registrato 2,76 milioni di spettatori. La terza stagione, iniziata con due episodi, ha avuto 2,42 milioni di spettatori al seguito. Tuttavia, il pubblico inizia a calare nelle puntate successive arrivando sotto i due milioni di telespettatori ma dall'inizio dell'arco di Mortis, si ritorna a 2,29 milioni di telespettatori. Gli ascolti continuano a essere ottimi, così come per l'episodio finale della stagione, che registra 2,31 milioni di telespettatori.
Per la quarta stagione, i primi due episodi vengono visti da 1,93 milioni di spettatori, i peggiori esordi di stagione per la serie. Durante l'intera trasmissione, la stagione resta inferiore ai due milioni, con l'eccezione della puntata finale che raggiunge 2,03 milioni di telespettatori. La quinta e ultima stagione in onda su Cartoon Network, inizia con l'episodio Guerra su due fronti che realizza degli ascolti leggermente più alti dell'esordio della quarta, con 1,94 milioni di spettatori. Fino al sedicesimo episodio, gli ascolti rimangono al di sotto di due milioni, ma con l'arco finale della stagione dedicato ad Ahsoka Tano, vengono attirati 2,18 milioni di spettatori.
Secondo Parrot Analytics, nel maggio 2020 The Clone Wars è diventata la serie più seguita in streaming, battendo sia Stranger Things che The Mandalorian.

### Critica
(George Lucas)
La serie è stata accolta positivamente dalla critica. Sull'aggregatore di recensioni Rotten Tomatoes, The Clone Wars ha ottenuto il 93% delle recensioni professionali positive basato su 13 critiche, mentre su Metacritic ha un punteggio di 66 su 100 basato su 11 recensioni. Sebbene il prequel della serie non sia stato ben accolto dalla critica, uno dei primi episodi dello show, proiettato in anteprima per i giornalisti, ha ricevuto per la maggioranza pareri positivi. L'Hollywood Reporter ha definito la serie «Uno degli show animati più fotorealistici mai prodotti», nonostante abbia criticato gli intermezzi comici dei droidi separatisti, giudicati troppo infantili, mentre il sito TV.com dà alla serie un 8,6. John Scott Lewinski sul sito Wired.com recensisce positivamente la serie, sebbene abbia qualche riserva sui siparietti comici dei droidi da battaglia presenti in alcuni episodi. Definisce i cattivi «Ben congegnati e visivamente impressionanti, specialmente per quanto riguarda Grievous» e critica i molti fan della saga, delusi del fatto che la serie sia dedicata a un pubblico giovane, che si sono dimenticati cosa sia Guerre stellari. Il critico del Los Angeles Times Robert Lloyd definisce The Clone Wars «Una bagatella, breve e insipida, seppur colorata e fluida», mentre la rivista cinematografica Variety giudica la serie migliore dei tre prequel, ma critica la scelta di puntare a target di pre-adolescenti:
(Brian Lowry)

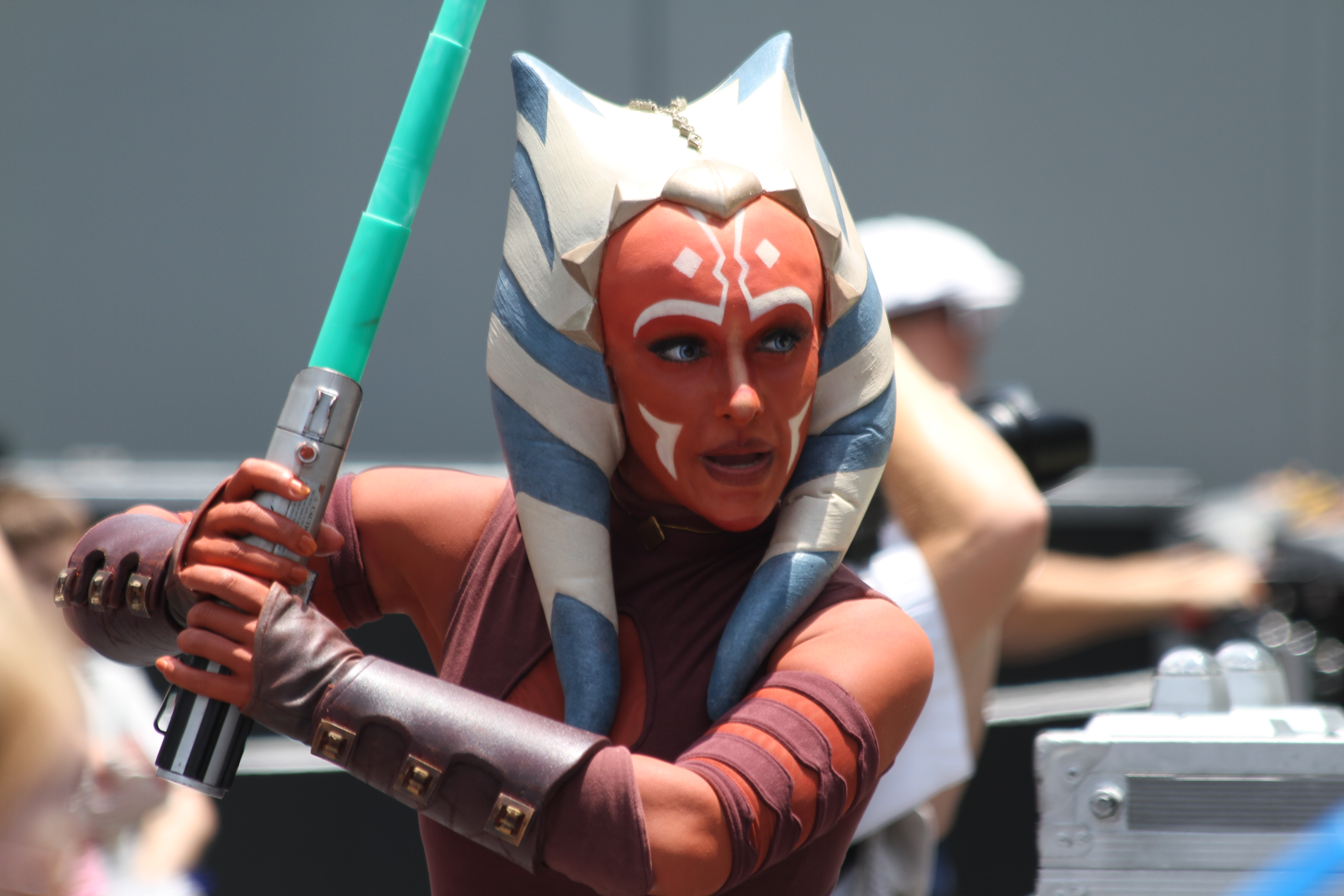
Cosplay di Ahsoka Tano

Dopo la sua introduzione nel film prequel della serie, alcuni critici hanno trovato il personaggio di Ahsoka Tano molto fastidioso, prevedendo la sua morte prima che la serie fosse finita, in quanto lei non appare ne La vendetta dei Sith. Con il tempo però il personaggio ha ricevuto numerosi consensi, diventando un punto di riferimento per gli spettatori più giovani.Blastr ha detto che, superata l'immaturità iniziale di Ahsoka, col tempo diviene «Un personaggio a tutto tondo e complesso in tutti i sensi». io9 ha definito le storie di Ahsoka uno dei migliori aspetti di The Clone Wars, mettendo in evidenza il ruolo del personaggio, permettendo di esplorare gli aspetti della guerra e i difetti degli Jedi. Secondo Tech Times, la maturazione e lo sviluppo di Ahsoka sono lo specchio della serie TV.
Il sito IGN colloca la serie all'89º posto nella classifica delle più belle serie televisive animate di sempre, specificando che, nonostante The Clone Wars sia uno show recente, abbia un grande potenziale, come dimostrato dagli episodi Reclute e Velo dell'oscurità, giudicate le miglior storie mai viste nell'Universo espanso. Eric Goldman, nelle sue recensioni sulle singole stagioni, ha assegnato alla prima un punteggio di 7,7, alla seconda 8,5, alla terza 7,5, 8,2 alla quinta e 8,5 alla sesta stagione. Inoltre, tra i migliori episodi di sempre di The Clone Wars, Goldman ha inserito al terzo posto l'episodio Vendetta, al secondo Lealtà e tradimento della terza stagione, e al primo l'ultimo episodio della quinta stagione, Il Jedi sbagliato. All'ultimo episodio della serie, Vittoria e morte, IGN ha assegnato un voto di 9,0 su 10. Inoltre, sempre secondo IGN, The Clone Wars ha riscattato la trilogia prequel – da molti fan ampiamente criticata –, sottolineando come la serie sia un contenuto di alto livello nell'universo di Star Wars e che è riuscita a conferire una nuova profondità a molti personaggi già esistenti (ad esempio Anakin Skywalker, raffigurato nella serie come un eroe simpatico e carismatico), rendendo quell'epoca molto più affascinante e drammaticamente ricca.
Nel 2014 il sito WatchMojo.com ha classificato Star Wars: The Clone Wars al settimo posto tra i migliori cartoni cancellati. Tech Times ha dichiarato che mentre i film della trilogia prequel non sono riusciti a curare bene i personaggi, come Anakin Skywalker, in The Clone Wars c'è una migliore caratterizzazione.

### Importanza inGuerre stellari
The Clone Wars ha avuto una grande influenza nell'universo di Guerre stellari, testimoniata dal fatto che molti dei personaggi della serie animata hanno fatto un'apparizione in altre opere del canone: la serie animata Star Wars Rebels, trasmessa dal 2014 al 2018, continua la storia di alcuni personaggi di The Clone Wars, tra cui il Capitano Rex, Ahsoka Tano, Maul e Dart Fener, oltre agli archi narrativi che coinvolgono Obi-Wan Kenobi, Hondo Ohnaka, Saw Gerrera ed i mandaloriani; Forest Whitaker ha interpretato Gerrera nel film live-action Rogue One; Katee Sackhoff ha vestito i panni di Bo-Katan Kryze (personaggio da lei doppiato anche in The Clone Wars) in The Mandalorian, serie nella quale è apparsa anche Ahsoka, interpretata da Rosario Dawson. Lo spin-off Star Wars: The Bad Batch è incentrato su un gruppo di cloni modificati (la "Bad Batch") comparsi per la prima volta proprio in The Clone Wars, mentre in Star Wars: Tales of the Jedi, serie antologica che utilizza lo stesso stile di animazione di The Clone Wars, compaiono diversi personaggi già visti nella serie animata tra i quali Ahsoka Tano e il Conte Dooku.

## Riconoscimenti
The Clone Wars ha ricevuto numerosi premi e nomination. Tra questi, la serie è stata presentata più volte agli Annie Award, ai Critics' Choice Awards e ai Daytime Emmy Award. L'episodio della prima stagione Il covo di Grievous ha vinto un Golden Reel Award per il miglior montaggio sonora in una serie animata. La serie è stata candidata ai Saturn Award per la miglior serie televisiva via cavo. Il 23 luglio 2010, presso il San Diego Comic-Con, Craig Glenday, direttore del Guinness dei primati, ha premiato il supervisore Dave Filoni, dichiarando Star Wars: The Clone Wars come "il più apprezzato sci-fi attualmente in televisione". Ai 40° Daytime Emmy Award, il 16 giugno 2013, la serie ha vinto due Emmy Award alla presenza di George Lucas. Il premio è stato consegnato dall'attrice Carrie Fisher, interprete di Leila Organa nella saga, che ha espresso il suo entusiasmo gridando "Sì!" all'annuncio della serie vincitrice. Inoltre, l'attore David Tennant vinse un Emmy per aver doppiato Huyang nella quinta stagione. Nel 2014 la serie è stata candidata anche per quattro Emmy Award, vincendone due.
- 2009 - 36° Annie Award
  - Candidato - Musica in una produzione televisiva animata a Kevin Kiner per Missione di salvataggio
- 2010 - 37° Annie Award
  - Candidato - Musica in una produzione televisiva a Kevin Kiner per La fabbrica di droidi
- 2010 - Teen Choice Awards
  - Miglior serie animata
- 2011 - 38° Annie Award
  - Candidato - Miglior produzione televisiva animata per Clone 99
  - Candidato - Doppiaggio in una produzione televisiva a Corey Burton per Baron Papanoida e Nika Futterman per Asajj Ventress
  - Scrittore in una produzione televisiva a Daniel Arkin per Proposte di pace
- 2012 - 39° Annie Award
  - Candidato - Miglior pubblico in una produzione televisiva animata
  - Candidato - Effetti animati in una produzione animata a Joel Aron
  - Candidato - Doppiaggio in una produzione televisiva a Nika Futterman per Asajj Ventress
  - Candidato - Doppiaggio in una produzione televisiva a Dee Bradley Baker per i clone trooper
  - Candidato - Montaggio in una produzione televisiva per Jason W.A. Tucker
- 2012 - 17ª edizione dei Critics' Choice Awards
  - Candidato - Miglior serie animata
- 2012 - PAAFTJ Television Award
  - Candidato - Miglior serie animata
  - Candidato - Miglior regia per una serie animata a Brian Kalin O'Connell per Gli schiavi della Repubblica
- 2012 - BTVA Award
  - Migliore nuova interpretazione vocale di un personaggio affermato a Sam Witwer per Darth Maul
  - Candidato - Miglior interpretazione in un ruolo narrativo a Tom Kane per narratore
  - Candidato - Migliore creazione vocale di un nuovo personaggio per David Tennant come Huyang
  - Miglior interpretazione vocale maschile in una serie televisiva - Azione / Dramma a James Arnold Taylor per Obi-Wan Kenobi
  - Miglior interpretazione vocale maschile in una serie televisiva in un ruolo di supporto - Azione / Dramma a Corey Burton per Cad Bane
  - Candidato - Miglior interpretazione vocale maschile in una serie televisiva in un ruolo di supporto - Azione / Dramma a Clancy Brown per Savage Opress
  - Candidato - Miglior interpretazione vocale maschile in una serie televisiva in un ruolo di supporto - Azione / Dramma a Sam Witwer per Darth Maul
  - Candidato - Miglior interpretazione vocale femminile in una serie televisiva - Azione / Dramma a Ashley Eckstein per Ahsoka Tano
  - Miglior interpretazione vocale femminile in una serie televisiva in un ruolo secondario - Azione / Dramma a Nika Futterman per Asajj Ventress
  - Candidato - Miglior interpretazione vocale in una serie televisiva in un ruolo da guest-star a David Tennant per Huyang
  - Candidato - Miglior cast vocale in una serie televisiva - Azione / Drammatico
- 2013 - 18ª edizione dei Critics' Choice Awards
  - Candidato - Miglior serie animata
- 2013 - 40° Annie Award
  - Candidato - Effetti animati in una produzione animata a Joel Aron
  - Candidato - Personaggio animato in una serie televisiva animata a Keith Kellogg
  - Candidato - Doppiaggio in una serie televisiva animata a Sam Witwer come Darth Maul
  - Candidato - Redazione in una serie televisiva animata a Jason Tucker
- 2013 - 40° Daytime Emmy Award
  - Categoria eccezionale come programma animato
  - Candidato - Interprete eccezionale in un programma animato a Jim Cummings per Hondo Ohnaka
  - Interprete eccezionale in un programma animato a David Tennant per Huyang
  - Candidato - Interprete eccezionale in un programma animato a Sam Witwer come Darth Maul
  - Candidato - Regia eccezionale in un programma animato a Dave Filoni, Kyle Dunlevy, Brian Kalin O'Connell, Steward Lee e Bosco Ng
  - Candidato - Eccezionale direzione musicale e composizione a Kevin Kiner
  - Candidato - Eccezionale missaggio del suono - animazione a David Acord e Cameron Davis
- 2013 - Neox Fan Awards
  - Candidato - Miglior serie Neox Kidz
- 2013 - BTVA Award
  - Miglior performance vocale maschile in una serie televisiva - Azione / Dramma a James Arnold Taylor per Obi-Wan Kenobi
  - Miglior interpretazione vocale femminile in una serie televisiva - Azione / Dramma a Ashley Eckstein per Ahsoka Tano
  - Migliore interpretazione vocale maschile in una serie televisiva in un ruolo secondario - Azione / Dramma a Sam Witwer per Darth Maul
  - Migliore interpretazione vocale femminile in una serie televisiva in un ruolo secondario - Azione / Dramma a Katee Sackhoff per Bo-Katan Kryze
  - Migliore interpretazione vocale femminile in una serie televisiva in un ruolo secondario - Azione / Dramma a Nika Futterman per Asajj Ventress
  - Miglior performance vocale maschile in una serie televisiva in un ruolo da guest-star per Ian Abercrombie a Darth Sidious
  - Migliore interpretazione vocale femminile in una serie televisiva in un ruolo da guest-star - Azione / Dramma a Kari Wahlgren nel ruolo di Letta Turmond
- 2014 - 41° Daytime Emmy Award
  - Categoria eccezionale come programma animato
  - Eccezionale realizzazione personale in una serie animata a Christopher Voy
  - Candidato - Eccezionale realizzazione del missaggio del suono - animazione a Cameron Davis, David Acord, Frank Rinella e Mark Evans
  - Eccezionale realizzazione del montaggio del suono - animazione a Matthew Wood, Dean Menta, Jeremy Bowker, Erik Foreman, Pascal Garneau, Steve Slanec, Frank Rinella, Dennie Thorpe, Jana Vance e David Acord
- 2014 - 41° Annie Award
  - Candidato - Miglior risultato, personaggio animato in una trasmissione televisiva animata a Keith Kellogg
  - Candidato - Miglior risultato, redazionale in una trasmissione televisiva animata a Jason W.A. Tucker
- 2014 - BTVA Award
  - Candidato - Miglior interpretazione vocale maschile in una serie televisiva - Azione / Drammatico a Dee Bradley Baker per Fives
  - Candidato - Miglior interpretazione vocale maschile in una serie televisiva in un ruolo di supporto - Azione / Dramma a Tom Kane per Yoda
  - Candidato - Miglior interpretazione vocale maschile in una serie televisiva nel ruolo di ospite - Azione / Dramma a Bob Bergen nel ruolo di Lama Su
  - Candidato - Miglior interpretazione vocale maschile in una serie televisiva nel ruolo di ospite - Azione / Dramma a Mark Hamill nel ruolo di Darth Bane
  - Candidato - Migliore interpretazione vocale femminile in una serie televisiva nel ruolo di guest-star - Azione / Dramma a Jaime King per le sacerdotesse della Forza
  - Candidato - Miglior cast vocale in una serie televisiva - Azione / Drammatico
- 2015 - 42° Daytime Emmy Award
  - Candidato - Categoria eccezionale come programma animato
  - Candidato - Interprete eccezionale in una serie animata a Mark Hamill come Darth Bane
  - Candidato - Scrittura eccezionale in una serie animata a Christian Taylor
  - Candidato - Regia eccezionale per un programma animato a Dave Filoni, Brian Kalin O'Connell, Danny Keller e Steward Lee
  - Candidato - Eccezionale missaggio del suono – animazione a Cameron Davis, David Acord, Frank Rinella e Mark Evans
  - Candidato - Eccezionale montaggio del suono – animazione a Matthew Wood, David Acord, Dean Menta, Jeremy Bowker, Steve Slanec, Andrea Gard, Kevin Sellers, Dennie Thorpe e Jana Vance
  - Candidato - Eccezionale direzione musicale e composizione a Kevin Kiner
- 2021 - 48° Annie Award
  - Miglior risultato per la musica in una produzione televisiva animata a Kevin Kiner per Vittoria e morte
- 2021 - 48° Daytime Emmy Award
  - Miglior montaggio e missaggio sonoro in un programma animato - Matthew Wood, David Acord, Kimberly Patrick, James Spencer, Danielle Dupre, Frank Rinella, Jason Butler, Andrea Gard, Margie O'Malley, Peter Lam, Cameron Davis, Brian Frank, Tony Diaz e Carlos Sotolongo

## Opere derivate

### The Clone Wars Legacy

La copertina italiana del fumetto Darth Maul - Figlio di Dathomir

Al momento della cancellazione di The Clone Wars nel marzo 2013, vi erano ulteriori 65 episodi in fase di sviluppo. Tredici di queste puntate sono andate a comporre la sesta stagione, intitolata The Lost Missions, mentre le restanti non sono mai state completate. Da maggio 2014, la Lucasfilm ha tuttavia reso disponibili alcuni di questi archi narrativi all'interno del progetto multimediale The Clone Wars Legacy.
Un arco di quattro episodi avrebbe proseguito la storia di Darth Maul, dopo essere stato catturato da Darth Sidious alla fine della quinta stagione. L'arco è stato adattato in una miniserie a fumetti in quattro volumi Darth Maul - Figlio di Dathomir, scritta da Jeremy Barlow, illustrata da Juan Frigeri e pubblicata dal 21 maggio al 20 agosto 2014 dalla Dark Horse Comics. Questo fumetto, basato su un arco narrativo pensato per The Clone Wars, è l'unico appartenente al canone di Guerre stellari tra i fumetti Dark Horse.
Due archi narrativi di quattro episodi ciascuno sono stati pubblicati sul sito ufficiale StarWars.com. Il primo arco di quattro puntate, intitolato Crystal Crisis on Utapau e pubblicato il 25 settembre 2014, ha attraversato solo le prime fasi di produzione (sono in forma di story reel) ma, nonostante le animazioni siano incomplete, presentano doppiaggi, colonne sonore ed effetti audio. Queste storie hanno luogo su Utapau e vedono Obi-Wan e Anakin indagare su un traffico d'armi che coinvolge i separatisti e su un cristallo Kyber. L'arco Bad Batch è stato presentato il 17 aprile 2015 ad Anaheim, in California, all'interno della Star Wars Celebration e pubblicato sul sito il 29 aprile seguente, si incentra su un commando speciale di clone trooper chiamato "Bad Batch". Quest'arco narrativo è stato completato e costituisce i primi quattro episodi della settima stagione.
Un arco di otto puntate, con protagonisti Asajj Ventress e Quinlan Vos e previsto per la settima stagione della serie televisiva, è stato adattato da Christie Golden nel romanzo Star Wars: L'apprendista del Lato Oscuro, pubblicato il 7 luglio 2015 dalla Del Rey Books.

### Fumetti
IDW Publishing ha annunciato, nel gennaio 2020, la pubblicazione di una miniserie in cinque numeri scritta da Michael Moraci e intitolata The Clone Wars - Battle Tales, parte della linea editoriale Star Wars Adventures. Il primo numero, inizialmente previsto il 1º aprile, è stato rinviato al 3 giugno a causa della pandemia di COVID-19.

### Romanzo
Nell'aprile 2020 è stato annunciato il volume Star Wars: The Clone Wars - Stories of Light and Dark, che è stato pubblicato il 25 agosto 2020. L'antologia raccoglie undici storie di undici autori diversi e, ognuna di queste, adatta episodi o archi narrativi tratti dalla serie animata dal punto di vista di un personaggio principale.

## Universo espanso

### Fumetti
Allo show televisivo è stata affiancata una serie a fumetti omonima che funge da tie-in, con disegni basati sullo stile grafico della serie televisiva, pubblicata in dodici volumi dalla Dark Horse Comics da settembre 2008 a gennaio 2010. È stato inoltre pubblicato un volume, realizzato per il Free Comic Book Day del 2009, in cui compaiono i protagonisti di The Clone Wars a fianco di altri personaggi dei fumetti della Dark Horse.
Sono state create, inoltre, delle brevi storie a fumetti, che si collocano cronologicamente tra un episodio e l'altro e venivano pubblicate settimanalmente sul sito ufficiale StarWars.com il giorno prima della messa in onda di ogni puntata.

### Romanzi
La Del Rey ha pubblicato una serie di cinque romanzi che ripercorrono le vicende del film d'animazione ed espandono gli eventi della serie TV. I primi quattro volumi sono stati adattati in italiano dalla Edizioni Piemme. Star Wars: The Clone Wars, scritto da Karen Traviss e pubblicato il 26 luglio 2008; The Clone Wars: La trappola dei Sith di Karen Miller, ambientato in concomitanza con gli episodi La caduta di un droide e La stazione spia e pubblicato il 9 dicembre 2008; The Clone Wars: Le vie della Forza di Karen Traviss il 19 maggio 2009; il 23 febbraio 2010 Clone Wars: Assalto al pianeta verde di Karen Miller; e il 6 luglio 2010 Clone Wars Gambit: Siege.

### Videogiochi
L'11 novembre 2008 è uscito Star Wars: The Clone Wars - L'era dei duelli, videogioco d'azione per Wii, sviluppato da Krome Studios e pubblicato da LucasArts. Il gioco, ispirato fedelmente agli eventi del film prequel e della serie, si presenta come una serie di duelli, legati tra di loro, nei quali i giocatori possono impersonare vari personaggi. I duelli si svolgono grazie all'utilizzo del Wii Remote, che viene usato per simulare i movimenti della spada laser. Lo stesso giorno è stato distribuito Star Wars: The Clone Wars - Jedi Alliance, un videogioco creato e pubblicato dalla LucasArts per Nintendo DS, e ispirato agli eventi della serie TV.
Il 6 ottobre 2009 è stato pubblicato Star Wars: The Clone Wars - Gli eroi della Repubblica, sviluppato dalla Lucasfilm Animation Singapore e dalla Krome Studios e distribuito dalla LucasArts. Il gioco è ambientato tra la prima e la seconda stagione della serie televisiva, e permette ai giocatori di vestire i panni di diversi Jedi o di clone trooper. I principali antagonisti del gioco sono il cacciatore di taglie Cad Bane e lo skakoan Kul Teska, nonché il Conte Dooku. Il 25 marzo 2011 è uscito il videogioco LEGO Star Wars III: The Clone Wars, quarto capitolo della saga videoludica sviluppata da LucasArts e Traveller's Tales, basato sulle guerre dei cloni e che narra le vicende della serie TV, del film e degli Episodi II e III della saga cinematografica. I principali antagonisti del gioco sono il Conte Dooku, la sua apprendista Asajj Ventress e il Generale Grievous. Il 15 settembre 2010 è stato lanciato il MMORPG Star Wars: Clone Wars Adventures. Esso permetteva ai giocatori di creare e personalizzare degli avatar e di partecipare a una varietà di mini giochi, guadagnando così crediti per acquistare nuove armi, vestiti o veicoli. Il gioco è stato chiuso il 31 marzo 2014. In Disney Infinity 3.0, videogioco Toys-to-life pubblicato nel settembre 2015, possono essere controllati alcuni personaggi della serie in formato action-figure, tramite tecnologia NFC. Ogni copia del gioco, contiene il playset "Twilight of the Republic", trama alternativa ambientata durante le guerre dei cloni, insieme a due personaggi iniziali, Anakin e Ahsoka.
I personaggi della serie sono presenti anche nei giochi per cellulari distribuiti su Android e iOS, tra cui Star Wars: Galactic Defense, pubblicato nell'ottobre 2014 Star Wars: The Heroes of the Galaxy, videogioco di ruolo pubblicato nel novembre 2015, e in Star Wars: Force Arena, videogioco di strategia pubblicato a gennaio 2017. Alcuni personaggi di The Clone Wars saranno aggiunti a una prossima espansione DLC di Star Wars Battlefront II.

## Merchandising
Dal 2008 LEGO vende diversi prodotti basati sulla serie televisiva all'interno della linea tematica LEGO Star Wars: The Clone Wars. Anche la Hasbro commercializza diversi prodotti derivati, tra cui giocattoli, pistole, spade laser e veicoli. Il 26 luglio 2008 la Hasbro ha lanciato una linea di action figure, in cui ogni modello della linea è stato reso molto somigliante alla controparte del personaggio della serie. Le action figure basate sulla serie sono state commercializzate per circa cinque anni, sino alla fine della produzione nella primavera del 2013. Tra il 2010 e il 2014, la Topps Company ha prodotto, solo in Europa, diverse serie di carte da gioco e figurine basate sui personaggi di The Clone Wars. Nel luglio 2018, in seguito all'annuncio del ritorno di The Clone Wars, Hasbro ha annunciato che commercializzerà nuovamente prodotti basati sulla serie. A partire da agosto 2018, sono stati messi sul mercato diversi Funko Pop! raffiguranti personaggi della serie tra cui Anakin, Obi-Wan, Ahsoka, Yoda e Cad Bane.

## Spin-off

### Spin-off mai realizzato
Il 24 novembre 2016, Pablo Hidalgo, membro di Lucasfilm Story Group, rivelò che George Lucas stava prendendo in considerazione una serie spin-off per The Clone Wars mentre pianificava di vendere il franchise. Inizialmente, gli episodi dell'arco narrativo della quinta stagione dedicato agli Iniziati Jedi, avrebbero dovuto essere uniti insieme a formare un potenziale film pilota per introdurre la nuova serie. Dopo aver montato gli episodi, il film è stato proiettato alla Star Wars Celebration VI per incoraggiare genitori e bambini a venire. Alla fine, Lucas rinunciò all'idea e decise di portare gli episodi sul piccolo schermo.

### Star Wars: The Bad Batch
Il 13 luglio 2020 viene annunciata la serie spin-off Star Wars: The Bad Batch (incentrata sull'omonima squadra di cloni modificati, apparsa per la prima volta nella puntata d’esordio della settima stagione di The Clone Wars) per l'anno successivo sulla piattaforma di streaming Disney+. La serie ha poi debuttato il 4 maggio 2021, in occasione dello Star Wars Day (come precedentemente annunciato il 24 febbraio 2021 dello stesso anno).